# Federico Barocci

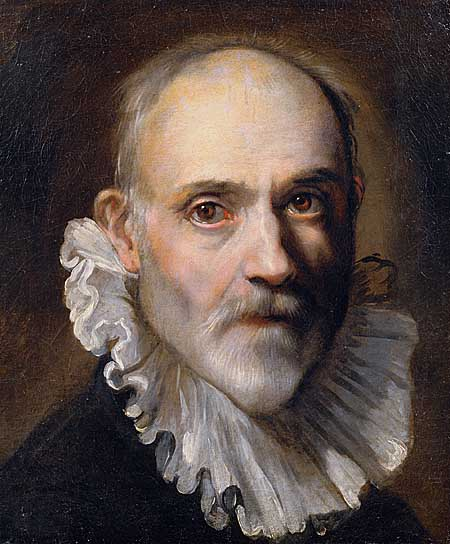
Selbstporträt, um 1600, Öl auf Leinwand, 33,5 × 39,7 cm, Residenzgalerie Salzburg

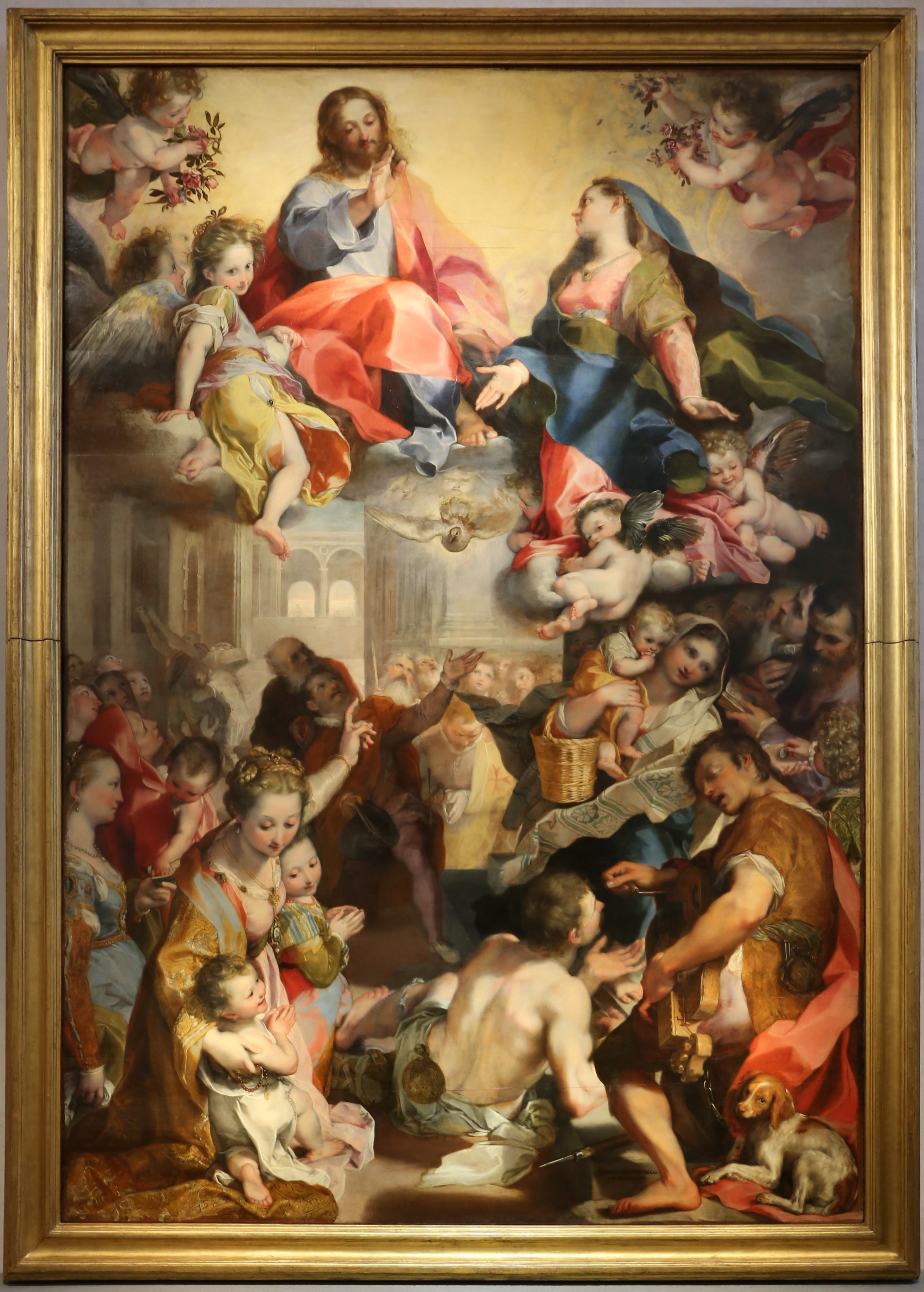
Federico Barocci: Madonna del Popolo (Madonna des Volkes), 1575–1579, Öl auf Holz, 359 × 252 cm, Uffizien, Florenz

Federico Barocci, genannt il Fiori (da Urbino) (Vorname auch: Federigo; Nachname auch: Baroccio oder Barozzi; * ca. 1535 in Urbino; † 30. September 1612 ebenda) war ein italienischer Maler, Zeichner und Grafiker zwischen Manierismus und Barock. Er galt vielen als der größte Künstler seiner Zeit und hinterließ ein hochgradig originelles Werk.

## Leben und Wirken

### Ausbildung und frühe Werke
Sein Geburtsdatum ist bisher nicht bekannt. Auf Giovanni Pietro Bellori geht das Geburtsjahr von 1528 zurück, das in der älteren Literatur häufig zu finden ist. Heutzutage geht man jedoch davon aus, dass er um 1535 geboren wurde, da Baroccis größter Mäzen, der Herzog von Urbino Francesco Maria II. della Rovere, im Jahr 1612 in seinem Tagebuch notierte, der Maler sei am 30. September mit 77 Jahren verstorben.
Federico Barocci war ein Enkel des bedeutenden aus Mailand stammenden Bildhauers und Architekten Ambrogio Barocci, gen. Ambrogio da Milano, der u. a. an der Ausstattung des Palazzo Ducale von Urbino mitgewirkt hatte. Seine erste zeichnerische Ausbildung erhielt Federico in der Werkstatt seines Vaters Ambrogio di Federico Barocci, der von Beruf Uhrmacher und Gemmenschneider war und auch Astrolabien herstellte. Malerische Grundkenntnisse erhielt er zunächst von Francesco Mensocchi aus Forlì, dann bei dem venezianischen Maler Battista Franco, genannt Semolei (1498–1561), einem Verehrer von Michelangelo. Anschließend ging Barocci nach Pesaro zu seinem Onkel, dem Architekten Bartolomeo Genga (1518–1558), der ihn in die Künste der Geometrie und Perspektive einwies. In Pesaro hatte der junge Barocci außerdem die Möglichkeit in der Kunstsammlung der Herzöge von Urbino Werke von Tizian und anderer Maler zu studieren.

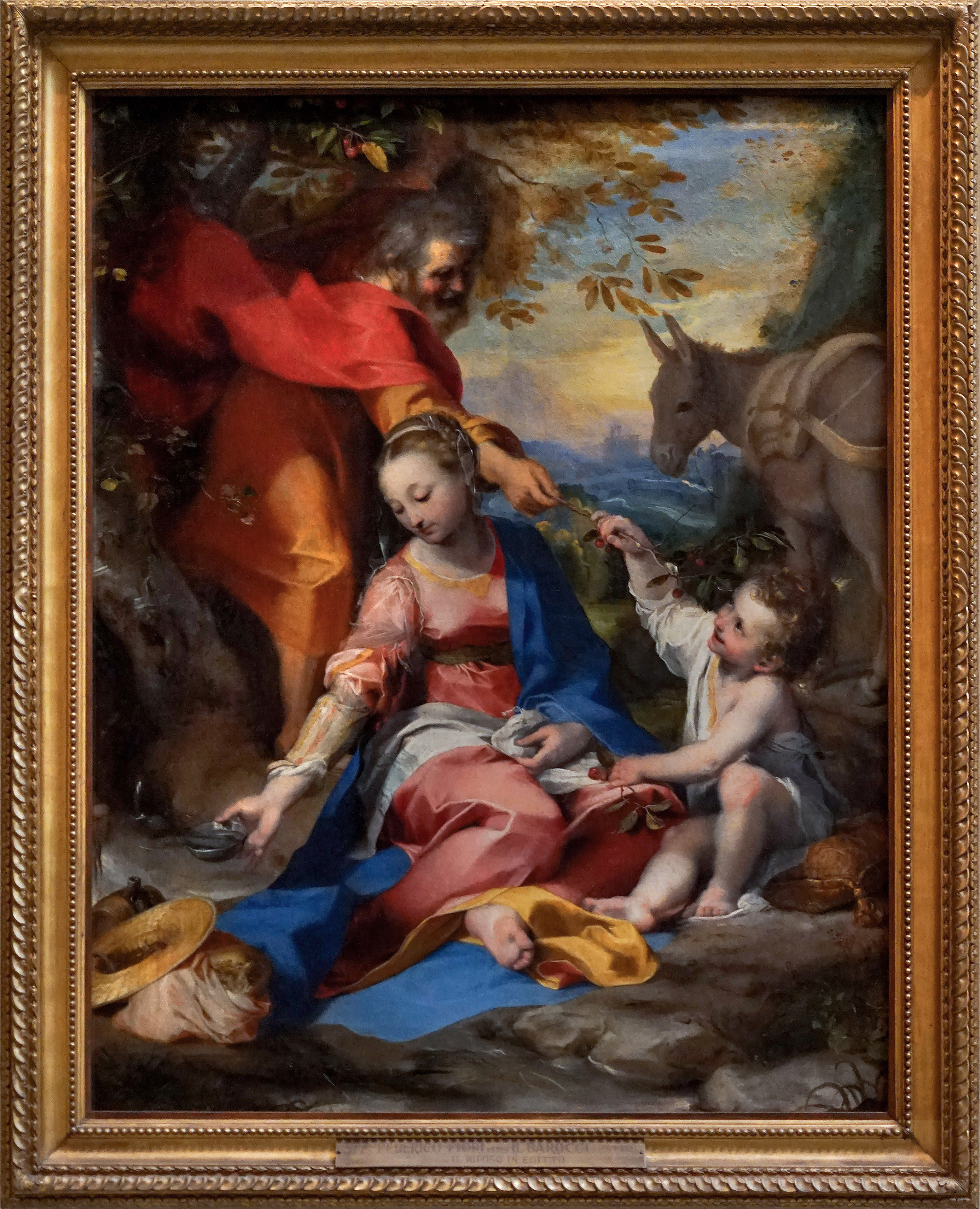
Ruhe auf der Flucht nach Ägypten (oder Kirschenmadonna), 1570–1573, Öl auf Leinwand, Musei Vaticani, Rom

Zurück in Urbino erhielt er seinen ersten Auftrag, eine nicht erhaltene Hl. Margherita für das Oratorium der Compagnia del Corpus Domini, für die er im Januar 1556 eine Bezahlung erhielt. Als sein erstes erhaltenes Gemälde gilt die Heilige Cäcilie inmitten anderer Heiliger für den Dom von Urbino.
In der Folge ging Barocci nach Rom, um vor Ort die Werke Raffaels (seines Landsmannes) und anderer bedeutender Künstler zu studieren und zu kopieren, wie es üblich war. In Rom wohnte er bei einem anderen Onkel, welcher als Hausmeister für den Kardinal Giulio della Rovere (1533–1578), den Bruder des späteren Herzogs von Urbino Francesco Maria II., arbeitete. Der Kardinal war von den Fähigkeiten des jungen Künstlers so beeindruckt, dass er mehrere Bilder bei ihm bestellt haben soll, von denen jedoch nichts erhalten ist.
Bereits 1557 kehrte Barocci nach Urbino zurück, wo er wiederum für den Dom das Martyrium des hl. Sebastian (um 1557–1558) malte. In diesem Bild zeigt sich bereits ein Einfluss Correggios, der in einigen Werken der 1560er Jahre sogar noch deutlicher zutage treten sollte. Es ist nicht bekannt, wie und wo er mit Werken des Meisters aus Parma bekannt wurde, aber Bellori behauptete später, Barocci habe Zeichnungen und Pastelle Correggios gesehen, die ein anderer Maler von Parma nach Urbino gebracht habe.

### Die Krankheit
1560 reiste er zum zweiten Mal nach Rom, wo er in der Werkstatt der Brüder Taddeo und Federico Zuccari nachgewiesen ist, die zu den Hauptvertretern des römischen Manierismus gehörten. Zwischen 1561 und 1563 arbeitete er gemeinsam mit Federico Zuccari im Auftrag von Papst Pius IV. an den Freskendekorationen im neu errichteten Casino und im Belvedere in den Vatikanischen Gärten. Die von ihm gemalten „Vier Tugenden“ zeigen seine außergewöhnliche Begabung, die ihn aus der Fülle zeitgleicher römischer Maler hervorhebt.

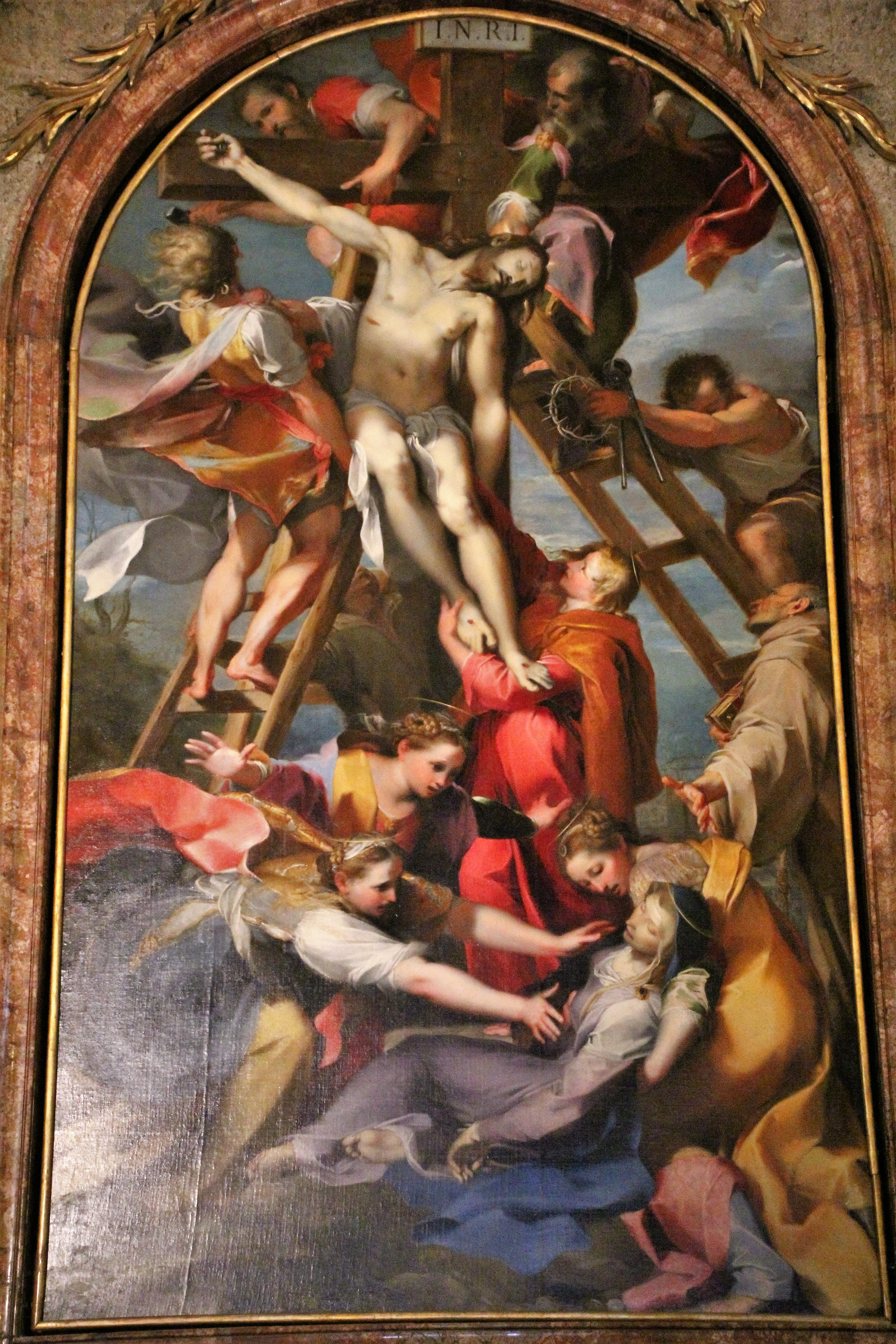
Kreuzabnahme, 1567–1569, Öl auf Leinwand, 412 × 232 cm, Dom von Perugia

Im Verlauf dieser Arbeiten erkrankte er schwer. Laut Bellori hatte Barocci selber den Verdacht, dass er von neidischen Kollegen vergiftet worden sei, was durchaus vorgekommen sein soll. Auf Rat der Ärzte kehrte er nach Urbino zurück, es brauchte jedoch etwa 2 Jahre, bis er soweit genesen war, dass er wieder arbeiten konnte. Als Konsequenz seiner tragischen Erkrankung, von der er sich nie mehr ganz erholte, zog er sich bis an sein Lebensende völlig in das relativ abgeschiedene Urbino zurück, unterbrochen nur von wenigen kurzen Aufenthalten an anderen Orten. Er malte auch nie mehr ein Fresko.
Obwohl sein Gesundheitszustand gebrechlich blieb, so dass er nur wenige Stunden am Tage und nur langsam arbeiten konnte, und obwohl sein Wesen von seinen Zeitgenossen als mürrisch und hypochondrisch beschrieben wurde, erfreute er sich, dank seiner allgemein anerkannten großen Kunst und seiner herzoglichen Gönner, eines hohen Ansehens. Barocci erhielt zahlreiche Aufträge von geistlichen und weltlichen Würdenträgern, vor allem für Kirchen- und Andachtsbilder. Allen Versuchen vom spanischen König, dem Herzog der Toskana oder von Kaiser Rudolf II. ihn an ihren Hof zu holen, erteilte Barocci eine Absage: Den Rest seines Lebens blieb er in Urbino und entwickelte hier seinen eigenen unverwechselbaren Malstil.
Das erste Gemälde, das er nach seiner Krankheit schuf, war die sogenannte Madonna di San Giovanni (1565–1566), die er als Votivbild dem Kapuzinerkloster von Urbino geschenkt haben soll; sie befindet sich heute in der Galleria nazionale delle Marche von Urbino, ebenso wie die Madonna di San Simone von 1567 und eine Kreuzigung (ca. 1566) für den Grafen P. Bonarelli, die ursprünglich für die Chiesa del Crocefisso miracoloso in Urbino entstand. Besonders die beiden genannten Madonnenbilder sind in der Weichheit der Malerei und Lieblichkeit der Figuren deutlich von Correggio beeinflusst, ohne jedoch eine Kopie zu sein.

### Die Reifezeit

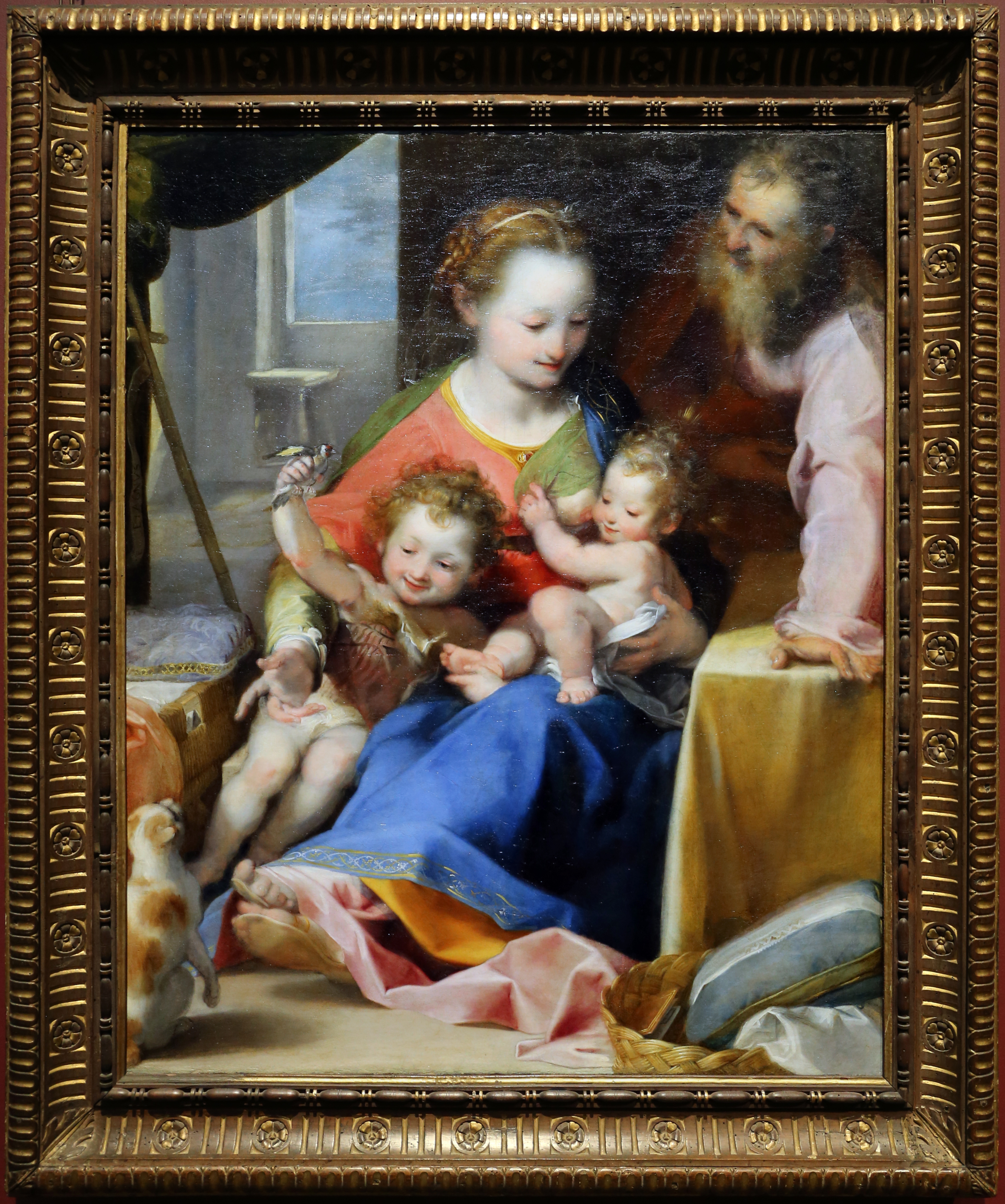
Madonna della gatta (Madonna mit der Katze), um 1573–1574, Öl auf Leinwand, 112,7 × 92,7 cm, National Gallery, London

Das Collegio della Mercanzia von Perugia bestellte 1567 für ihre Kapelle im Dom von Perugia bei Barocci eine Kreuzabnahme, die der Künstler 1569 ablieferte (siehe Abb. oben). Dieses dramatisch bewegte Bild stellt einen frühen Höhepunkt seines Schaffens dar und wird als Beginn seiner Reifezeit betrachtet, da er hier endgültig zu seinem eigenen Personalstil gefunden hat. Es ist auch das erste Werk Baroccis, für das seine ungewöhnlich sorgfältige Vorbereitung mithilfe Dutzender Vorzeichnungen und Skizzen dokumentiert ist, wie es von da an typisch für ihn werden sollte. Das Gemälde wurde häufig kopiert und hatte eine regelrechte Vorbildwirkung bis weit ins 17. Jahrhundert hinein. Walter Friedlaender meinte, es lasse in Komposition und Farbigkeit fast schon an die barocke Malerei eines Rubens oder van Dyck denken.
1570 erhielt er seinen ersten Auftrag von den Herzögen von Urbino für ein Andachtsbild mit der Ruhe auf der Flucht nach Ägypten, die auch als Kirschenmadonna (1570/73) berühmt wurde (Abb. oben links). Barocci fertigte drei eigenhändige Versionen von dieser Komposition, von denen die Urfassung für Guidobaldo II. della Rovere verloren ist; eine zweite (schlecht erhaltene) Version entstand für Antonio Brancaleoni und befindet sich in der Kirche Santo Stefano de Finocleto in Piobbico; die dritte Version, die heute in der Pinacoteca Vaticana in Rom zu sehen ist, malte Barocci ursprünglich für die Sagrestia del Gesù in Perugia und sandte sie 1573 seinem Freund Simonetto Anastagi. Die Kirschenmadonna war das erste Gemälde Baroccis, das durch Kupferstiche u. a. von Cornelis Cort, berühmt und allein dadurch zum Vorbild vieler Kopien wurde.

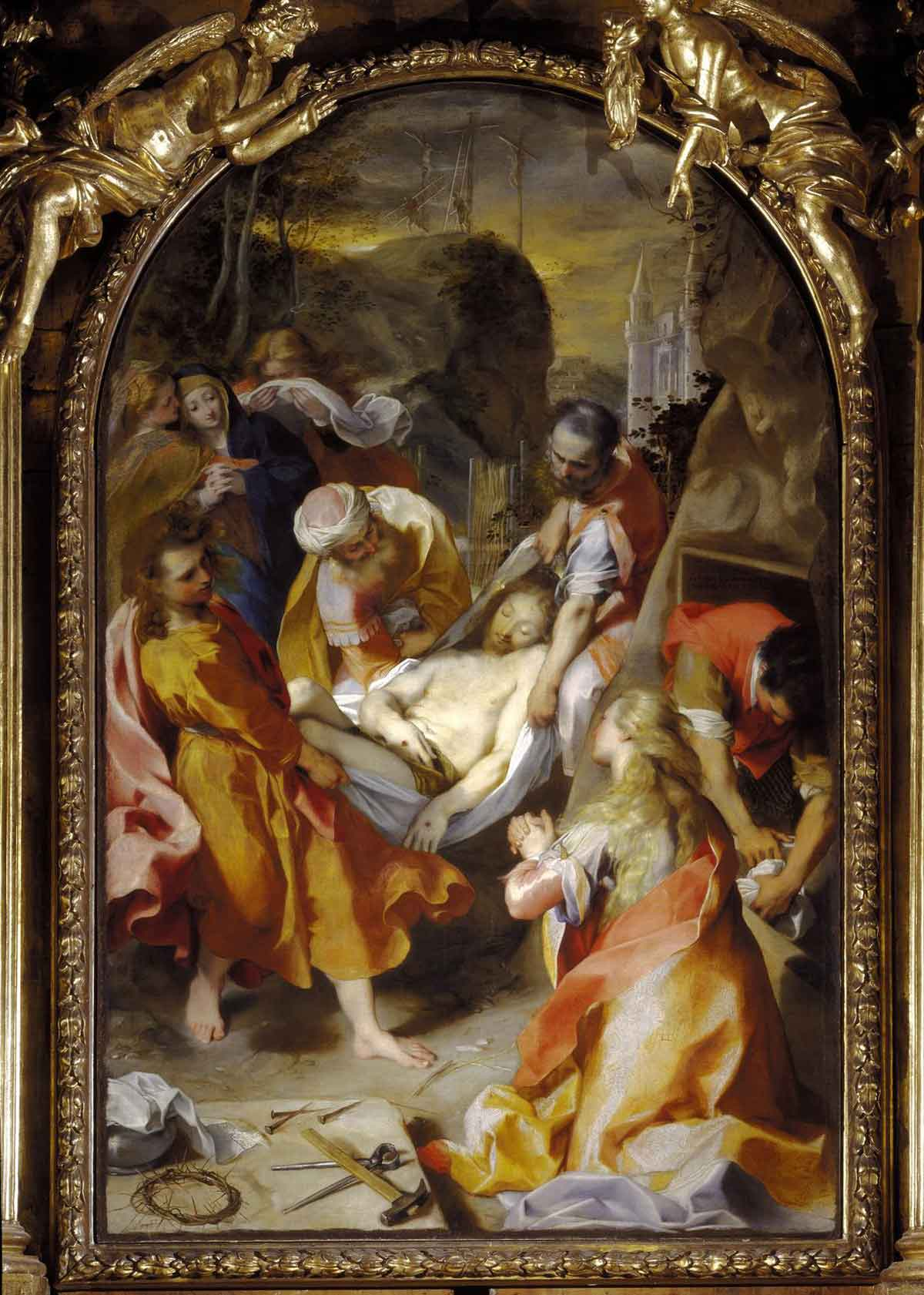
Grablegung Jesu, signiert und datiert 1582 (und überarbeitet 1606), Öl auf Leinwand, 295 × 187 cm, Confraternita del Santissimo Sacramento e Croce, Senigallia

Um 1573–1574 malte er für den Grafen Antonio Brancaleoni die als Madonna del gatto (Madonna mit dem Kater) berühmte Darstellung der Heiligen Familie mit dem Johannesknaben, die sich heute in der Londoner National Gallery befindet. Dabei gelang ihm eine scheinbar lockere Momentaufnahme einer Familienszene von besonders liebevoller und fröhlicher Innigkeit.
Zu seinen Hauptwerken zählt auch die farblich exquisite Madonna del Popolo („Madonna des Volkes“) in den Uffizien (Florenz, siehe Abb. ganz oben), die ursprünglich zwischen 1575 und 1579 für einen Altar einer Laienbruderschaft in der Kirche Santa Maria della Pieve in Arezzo entstand. Zu dieser komplexen und vielfigurigen Komposition, die oft als „protobarock“ (d. h. den Barock vorbereitend) bezeichnet wurde, sind mindestens 80 vorbereitende Studien erhalten, unter anderem in Museen in Berlin, Florenz und London. Ausnahmsweise brachte Barocci selber das kostbare und riesige Gemälde nach Arezzo und begab sich dann nach Florenz, wo ihm Francesco de’ Medici eine Stelle als Hofmaler anbot, die Barocci dankend ablehnte.
Von 1579 bis 1582 arbeitete er an der Grablegung (1582) für die Kirche Santa Croce in Senigallia, die er ebenfalls persönlich ablieferte. Auch dieses Bild ist ein Meisterwerk, das durchschlagenden Erfolg hatte und häufig kopiert wurde. Barocci selber unterzog das Gemälde bereits 1606 einer Restaurierung, wobei er das Kolorit etwas veränderte.
Zu seinen bedeutendsten Aufträgen aus den 1580er Jahren gehörte, neben Altarbildern für Ravenna und Pesaro, die zwischen 1580 und 1584 entstandene Verkündigung für die Kapelle des Herzogs Francesco Maria II. in Loreto (heute: Pinacoteca Vaticana, Rom; Kopie im Statens Museum for Kunst, Kopenhagen). Die Komposition verwendete er in erweiterter Form später nochmal für eine Verkündigung (vor 1596) in der Kirche Santa Maria degli Angeli in Assisi.
Barocci nahm auch wieder Aufträge aus Rom an und malte von 1583 bis 1586 für die dortige Chiesa Nuova die Heimsuchung Mariä (Abb. unten in Galerie). Die völlige Natürlichkeit und Herzlichkeit dieser Darstellung gefiel Filippo Neri persönlich so gut, dass er im Jahr 1593 noch ein Bild bei Barocci bestellte, und zwar die Darstellung Mariens im Tempel (oder „Tempelgang Mariens“), die der Künstler jedoch erst 1603 fertigstellte.

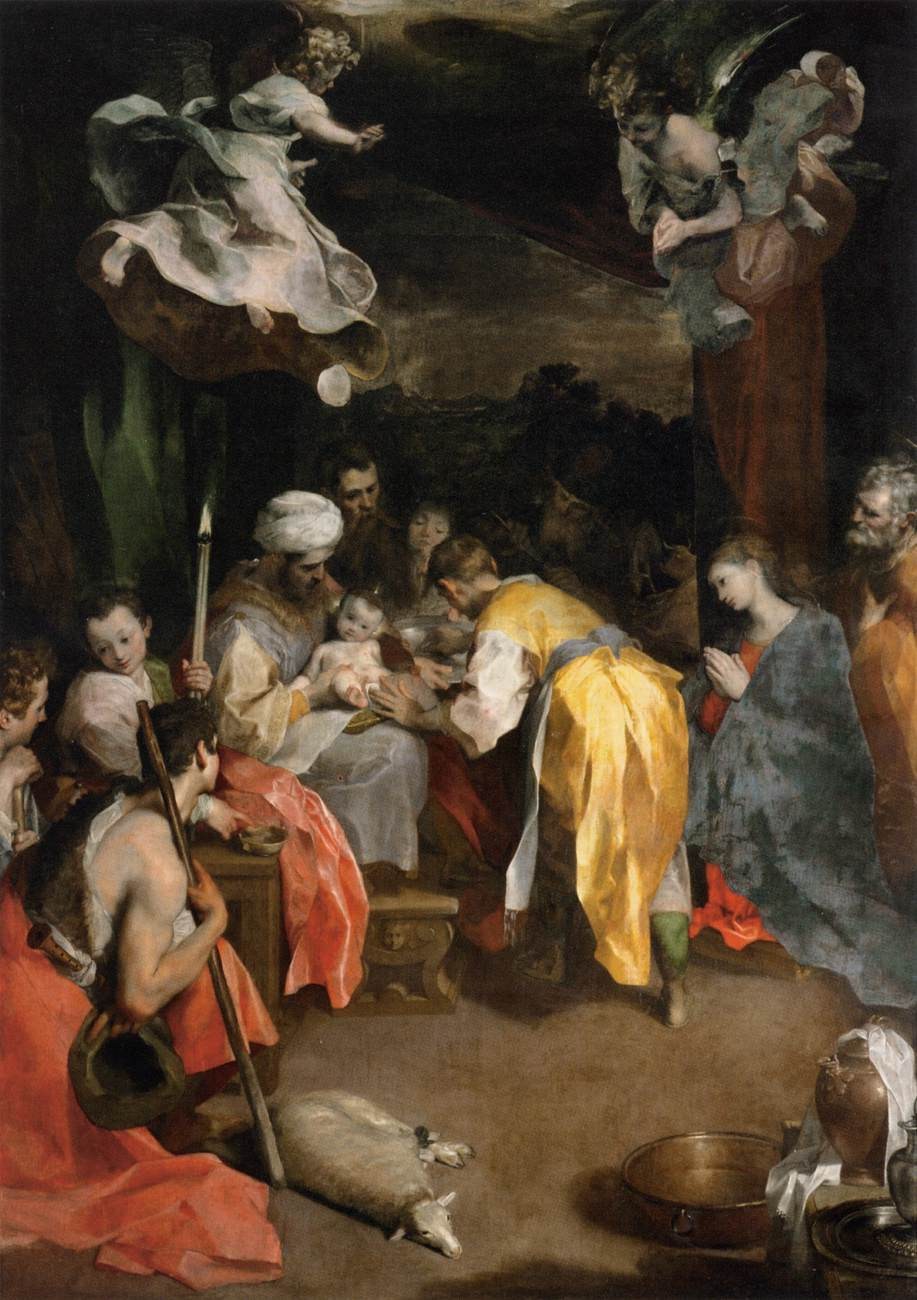
Die Circumcision, signiert und datiert 1590, Öl auf Leinwand, 374 × 252 cm, Louvre, Paris

Für den kunstliebenden Kaiser Rudolph II. schuf Barocci sein einziges mythologisches Werk, die Flucht des Aeneas aus dem brennenden Troja (1587–1589), die jedoch verschollen ist. Barocci fertigte allerdings für Giuliano Della Rovere eine kleinere, 1598 datierte Fassung an, die heute in der Galleria Borghese in Rom zu sehen ist.
Seine sorgfältige Arbeitsweise garantierte geradezu, dass sich in seiner Produktion ein Meisterwerk an das andere reihte. Zu diesen zählen unter anderem die Circumcision im Louvre (Paris), die ursprünglich den Hauptaltar der Chiesa del Nome di Gesù in Pesaro zierte; und außerdem die bereits ganz barocke Rosenkranzmadonna (1589–1593) der Pinacoteca Diocesana in Senigallia, sowie die auf van Dyck hinausweisende Kreuzigung (1596) für die Kapelle des Matteo Senarega im Dom von Genua. Die liebliche Geburt Jesu (ca. 1597; Abb. unten) im Prado (Madrid) – eine Diagonalkomposition mit raffinierten Licht- und Schattenwirkungen – malte er im Auftrag von Herzog Francesco Maria II., der das Bild im Jahr 1604 der spanischen Königin schenkte. Eine sehr schöne, leicht abgewandelte Replik dieses Bildes befindet sich in der Pinacoteca Ambrosiana in Mailand.
Aus seinem Werk ragen außerdem zwei Darstellungen des Abendmahls hervor, von denen die erste etwa zwischen 1590 und 1599 für die herzogliche Cappella del Santissimo Sacramento im Dom von Urbino entstand (vor Ort). Die zweite Abendmahlsdarstellung ist das auch als Einsetzung der Eucharistie (1604–1607) bekannte Altarbild in der Cappella Aldobrandini in Santa Maria sopra Minerva in Rom. Dieses war ursprünglich ein Auftrag von Papst Clemens VIII., und um seinen anspruchsvollen Auftraggeber zufriedenzustellen, musste Barocci mehrfach Änderungen an seiner Komposition vornehmen.
Zu den schönsten Werken seiner Spätzeit gehört eine als Madonna della neve (Chiesa dell’Ospedale/Spitalskirche von Urbania) bekannte Darstellung der Madonna mit Kind in den Wolken, die vermutlich identisch mit einem von Herzog Francesco Maria II. besonders geschätzten Madonnenbild ist und die dieser seinem Beichtvater vermachte. Das besagte Gemälde wirkt bereits vollkommen barock und ist von unübertrefflicher Lieblichkeit und Schönheit sowie von großer Unmittelbarkeit, da Maria und das Jesuskind den Betrachter direkt anblicken; es erinnert außerdem auffällig an Madonnenbildnisse von Murillo, die es um Jahrzehnte vorwegnimmt.

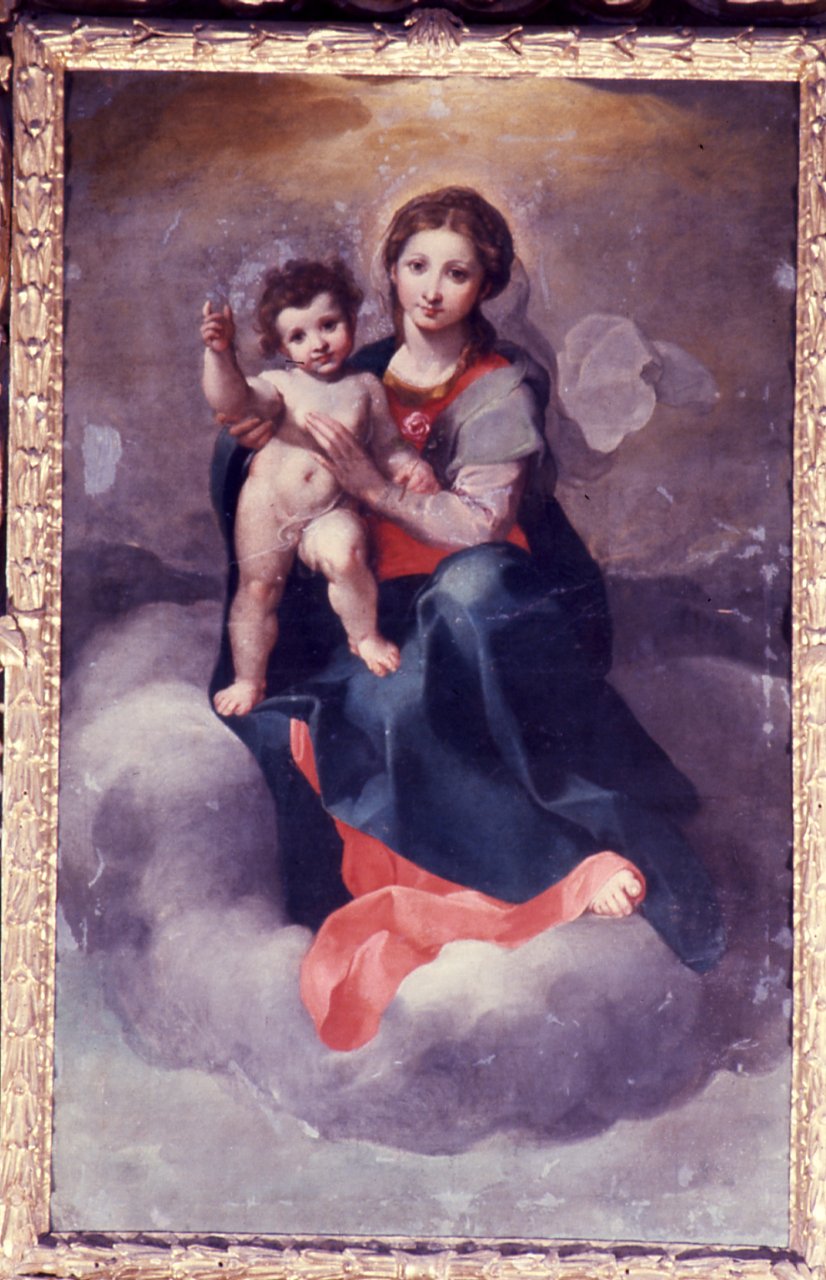
Madonna della neve, Öl auf Leinwand, 175 × 113 cm, Chiesa dell’Ospedale, Urbania (Foto von Paolo Monti 1975)

Barocci malte auch hervorragende Porträts, von denen das wohl bekannteste dasjenige des jungen Francesco Maria II. della Rovere von 1572 ist (Uffizien, Florenz). Ein Selbstporträt aus der Zeit um 1600 befindet sich in der Residenzgalerie Salzburg, zwei weitere in den Uffizien.
Im Jahr 1608 erkrankte er an einem Fieber, das ihn nicht mehr verließ und ihn physisch noch mehr schwächte. Trotzdem arbeitete er weiterhin an einigen Gemälden, die er jedoch nicht mehr fertigstellen konnte. Zu diesen letzten unvollendeten Werken gehören der Abschied Christi von seiner Mutter im Musée Condé (Chantilly), eine Mariä Himmelfahrt (Galleria Nazionale, Urbino), und die Beweinung Christi für den Mailänder Dom, die sich heute in der Pinacoteca Nazionale von Bologna befindet.
Er hinterließ zahlreiche Zeichnungen und Studien – etwa 2000 werden ihm zugeschrieben –, von der einfachsten Skizze über viele anatomische Studien bis hin zu fein ausgearbeiteten, meistens mit Pastellfarben kolorierten Porträtköpfen, die als eigenständige Kunstwerke angesehen werden können und die bereits Friedländer als besonders interessant hervorhob. Die größten Sammlungen an Barocci-Zeichnungen sind im Besitz der Uffizien in Florenz und des Berliner Kupferstichkabinetts, weitere findet man in allen bedeutenden Sammlungen der Erde.
Die meisten Werke Baroccis wurden schon zu seinen Lebzeiten von anderen in Kupfer gestochen und trugen dadurch zu seinem Ruhm bei. Barocci selber hat nur vier eigene Kupferstiche gefertigt: die sogenannte Madonnella, eine kleine Darstellung der Madonna mit Kind in den Wolken; die Verkündigung (wahrscheinlich) nach dem Gemälde in der Pinacoteca Vaticana; die Stigmatisation des hl. Franziskus, nach seinem Gemälde in der Pinacoteca von Urbino; und die Vision des hl. Franziskus (oder Il perdono di Assisi; 1581) nach dem Altarbild in der Kirche San Francesco in Urbino. Dabei benutzte bzw. erfand er für die Verkündigung und die Stigmatisation des hl. Franziskus eine neue, besonders feine Technik, die Mezzotinto-Effekte ermöglichte.
Barocci hatte zahlreiche Schüler und Mitarbeiter, unter ihnen Alessandro Vitali, Antonio Viviani, Claudio Ridolfi, Antonio Cimatori, Ventura Mazza, Giovanni Laurentini, sowie Felice Pellegrini und dessen Bruder Vincenzo Pellegrini (gen. „il Pittor bello“), um nur einige zu nennen.

## Würdigung und Stil

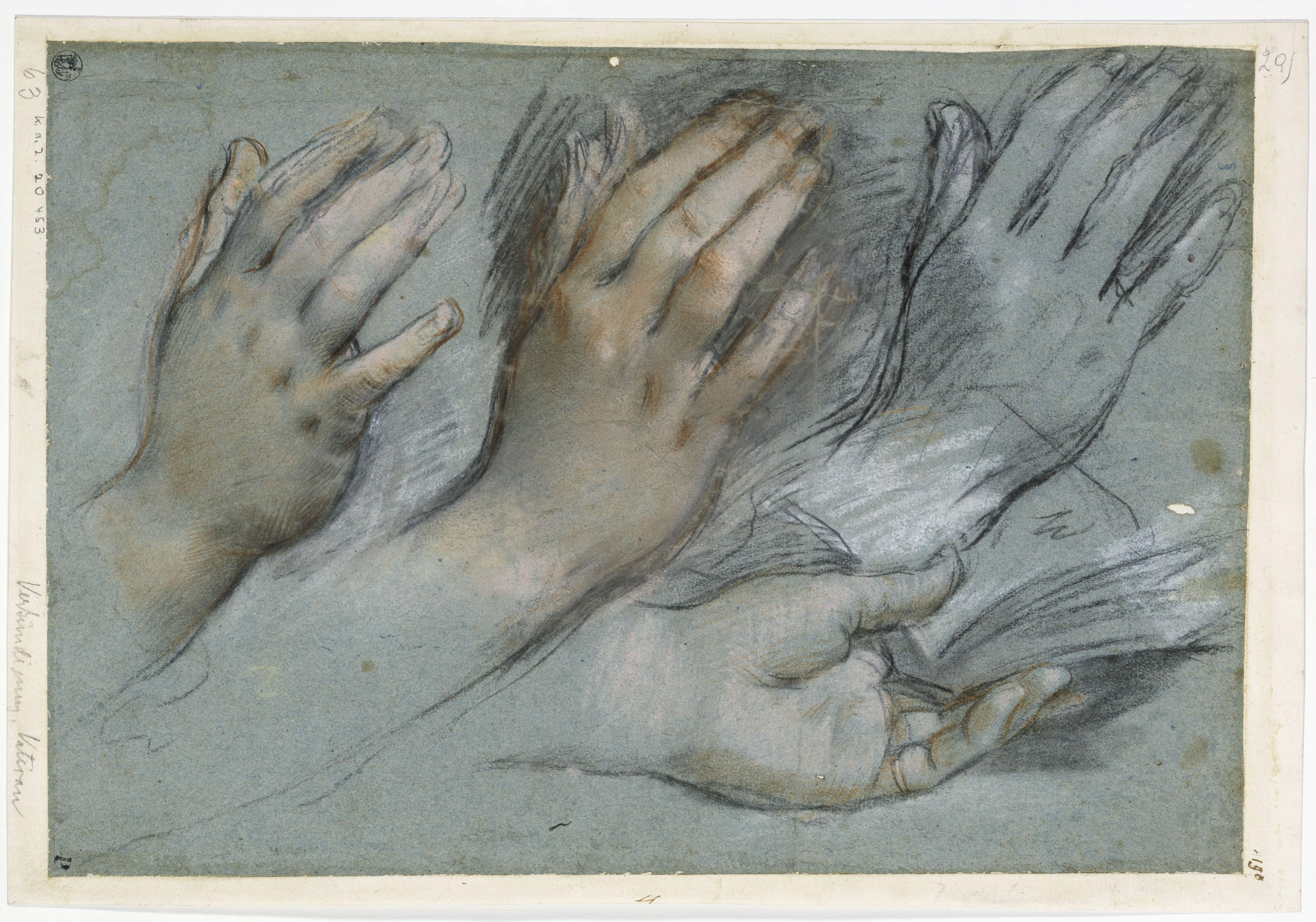
Studienblatt mit vier Händen für das Gemälde Mariä Verkündigung, Kupferstichkabinett, Berlin

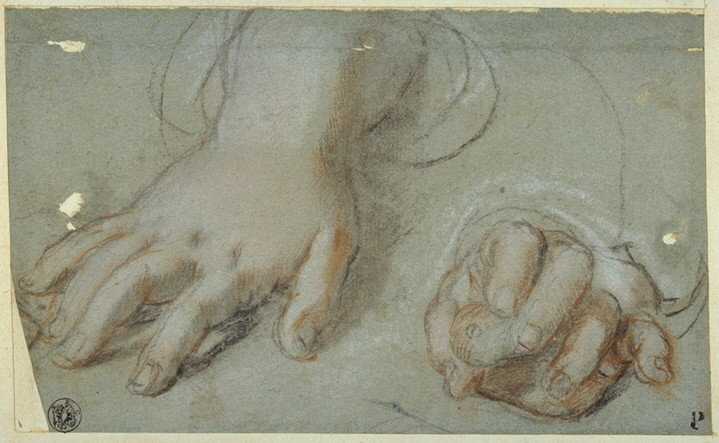
Studie mit zwei Händen, Kupferstichkabinett, Berlin

Federico Barocci nahm in seiner Zeit eine Sonderstellung ein, indem er den Manierismus überwinden konnte und dem Barock den Weg ebnete. Obwohl er die letzten siebenundvierzig Jahre seines Lebens (1565 bis 1612) fast ausschließlich in Urbino verbrachte, abseits der kulturellen Zentren Rom, Venedig und Florenz, hatte Baroccis Malerei einen entscheidenden Einfluss auf die Entwicklung der Malerei um 1600 in ganz Italien und darüber hinaus.
Nach seinen Anfängen, in denen er noch Einflüsse von Correggio, Raffael und – etwas weniger offensichtlich auch von Tizian – zeigte, gelang es ihm ab den späten 1560er Jahren einen völlig eigenständigen Stil von hohem Erkennungswert und höchster malerischer Qualität zu kreieren. Dabei setzte er sich von den manieristischen Strömungen seiner Zeit insbesondere durch sein Bemühen um anatomische Korrektheit und Natürlichkeit der Bewegungen ab, was nicht zuletzt auch durch die Vielzahl seiner zeichnerischen Vorstudien belegt ist. In seiner Malerei betonte er jedoch, anders als beispielsweise seine römischen und florentinischen Kollegen, nicht das Disegno, sondern war einer der brillantesten und sensibelsten Koloristen in der Geschichte der Kunst. Ähnlich wie bei Correggio gehört zu Baroccis Personalstil ein weiches, virtuos gehandhabtes Sfumato, das zusammen mit der formalen Lieblichkeit der Figuren und der betonten Anmut ihrer Bewegungen zu einem gefühlvollen und sensiblen Gesamteindruck seiner Gemälde beiträgt. Darin, und mit seinem Bemühen um einfache und überschaubare, dabei aber mathematisch genau erdachte Kompositionen, setzte er getreulich die Vorschriften des Tridenter Konzils für sakrale Kunst um. Und genau in der gefühlvollen und lieblichen Komponente liegt auch die barocke oder „protobarocke“ Wirkung seiner Kunst. Unterstützt wird diese Ausdruckskraft noch durch „intensive“ Blickkontakte zwischen den Personen.

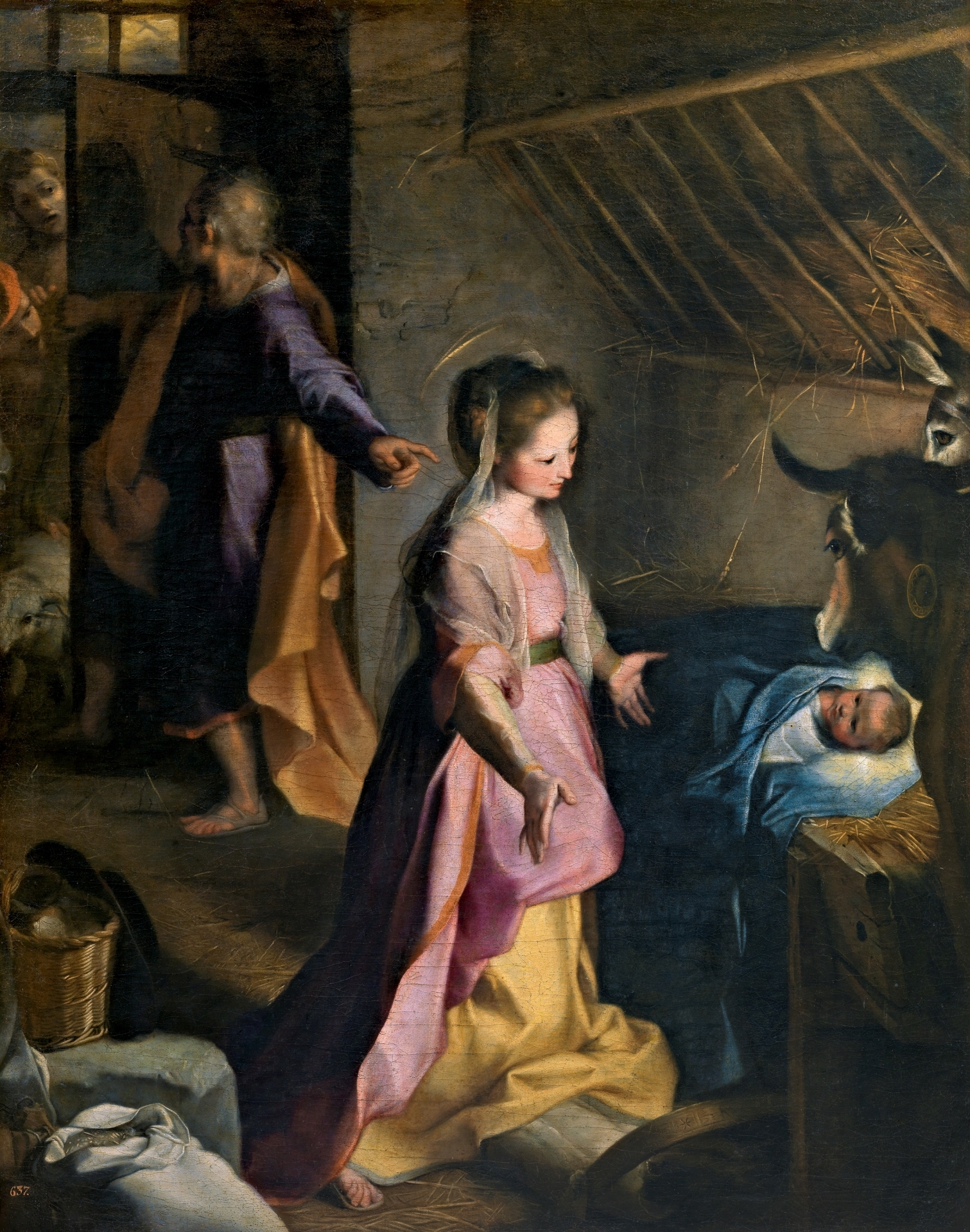
Geburt Jesu, 1597, Öl auf Leinwand, 134 × 105 cm, Museo del Prado, Madrid

Ein auffälliger Zug seiner Malerei ist eine Vorliebe für leuchtende Farben, wobei in dieser Hinsicht eine Entwicklung zu erkennen ist, die von ausgesprochener, dabei chromatisch raffiniert abgestufter Vielfarbigkeit und Buntheit um 1570 (z. B. Kreuzabnahme, Perugia; Kirschenmadonna, Vatikan) zu einem differenzierteren Umgang mit der Farbe und schon ab den 1580er Jahren zu tendenziell dunkleren Bildern führt, bei denen er jedoch meistens innerhalb einer außerordentlich fein abgestimmten Palette auch brillante Farben verwendet. In diesem Punkt kann er teilweise selbst in Spätwerken durchaus noch auf eine sehr individuelle Art manieristisch wirken, wenn er beispielsweise in nächtlichen Darstellungen wie der Circumcision (1590) im Louvre (Abb. oben) oder dem Abendmahl (1590–1599) im Dom von Urbino (Abb. unten in Galerie) extrem reine, helle und brillante Rot-, Gelb- und bläuliche Rosatöne verwendet, die in dem dunklen Umfeld besonders hervorstechen – mit großem ästhetischem Gewinn, aber eben nicht völlig naturalistisch. Diese Liebe zur Farbe trägt zu einem tendenziell heiteren, fröhlichen, optimistischen Eindruck seiner Malerei bei, der in einem gewissen Widerspruch steht zu der Vorstellung von einem kränklichen, melancholischen, zurückgezogenen oder unglücklichen Barocci.
Meisterhaft ist gerade in seinen halbdunklen oder nächtlichen Bildern auch der Umgang mit Licht und Schatten, also das Chiaroscuro, wobei es ihm gelingt eine geradezu durchsichtige Atmosphäre zu schaffen. Besonders virtuos in dieser Hinsicht sind die Geburt Jesu im Prado (1597), die Stigmatisation des hl. Franziskus im Vatikan (1595) und die Einsetzung der Eucharistie in Santa Maria sopra Minerva (Rom, 1604; siehe Abbildungen unten in Galerie).

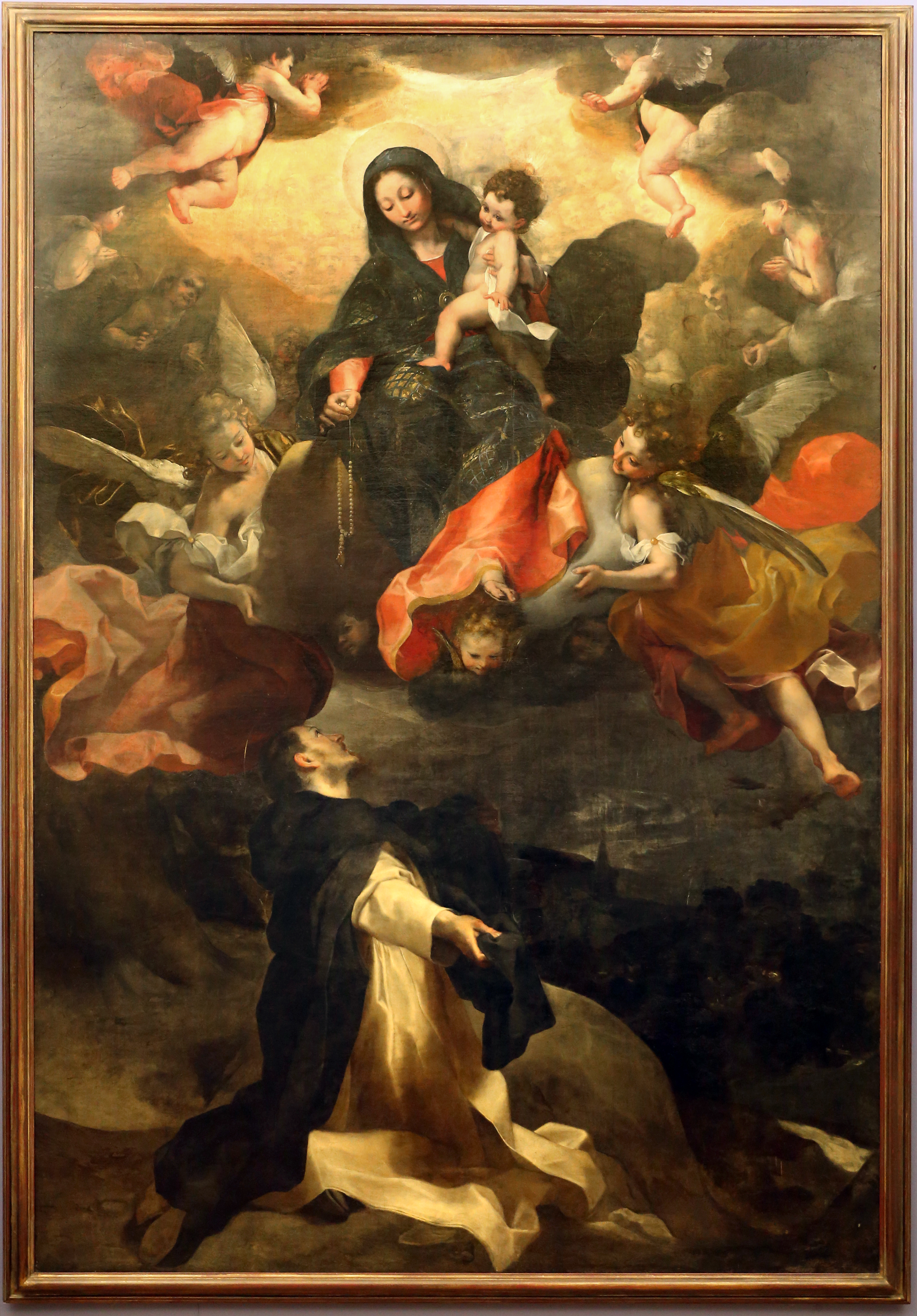
Rosenkranzmadonna, 1589–1593, Öl auf Leinwand, Pinacoteca Diocesana, Senigallia

Insbesondere in seinem Spätwerk zeigen sich zunehmende Tendenzen von Spiritualität und Kontemplation. Dabei kann es als bahnbrechend gelten, wie er mystisch-religiöse Szenen „in eine Sphäre versetzte, die völlig losgelöst von jedem erzählerischen Element ist und in direkter Verbindung mit der himmlischen Quelle der Offenbarung steht“. Beispiele dafür sind die Rosenkranzmadonna in Senigallia (1589–1593, Pinacoteca Diocesana) und die Selige Michelina (1606, Vatikan), die beide auch stilistisch und im Kolorit jede Spur von Manierismus hinter sich lassen und die Schwelle zum Barock vollkommen überschritten haben. Letzteres gilt auch für einige andere Gemälde dieser Zeit, wie die Kreuzigung (1596) in der Kathedrale von Genua (Abb. unten in Galerie) und die Madonna della Neve (Spitalskirche, Urbania, Abb. oben).
In einer ganzen Reihe seiner Werke stellte er im Hintergrund oder durch ein Fenster das Kastell von Urbino dar, nicht selten mit ungewöhnlich romantischen Lichtwirkungen und Landschaftsausblicken. Beispiele dafür sind die Grablegung Jesu in Senigallia (1581/82, Chiesa Santa Croce), die Verkündigung im Vatikan (1582–1584) und das Noli me tangere (ca. 1590, Uffizien und Alte Pinakothek), aber auch der Christus am Kreuz im Prado (1604).
Barocci übte weit über seine Mitarbeiter und Schüler hinaus einen bedeutenden, manchmal auch subtilen Einfluss auf andere Künstler bis ins 18. Jahrhundert aus, insbesondere auf die Maler der Bologneser Schule, wie die Carracci und Guido Reni, aber auch auf Francesco Vanni und Ventura Salimbeni aus Siena und auf Florentiner Maler wie Lodovico Cigoli. Sein Hang zu Natürlichkeit beeinflusste auch Caravaggio, sowohl bezüglich stillebenartiger Details, als auch einzelner genrehaft eingesetzter Figuren, vor allem Jünglingen, Dienern oder Schäfern, beispielsweise in der nächtlichen Darstellung der Circumcision (Louvre). Auch der charakterlich völlig anders geartete Rubens sowie Van Dyck und verschiedene Maler des Rokoko, vor allem in Deutschland und Frankreich, bewunderten und lernten von Baroccis Kunst.
Trotz seiner künstlerischen und historischen Bedeutung wurde der Maler später von der Kunstgeschichte wenig beachtet. Dies begann sich (zumindest in Fachkreisen) erst langsam zu ändern, nachdem der dänische Kunsthistoriker Harald Olsen 1962 eine erste Monografie veröffentlicht hatte, und besonders nach einer ersten viel beachteten Ausstellung in Bologna im Jahr 1975, welcher 1985 eine weitere bedeutende Publikation von Andrea Emiliani folgte.

## Bildergalerie

Gemälde
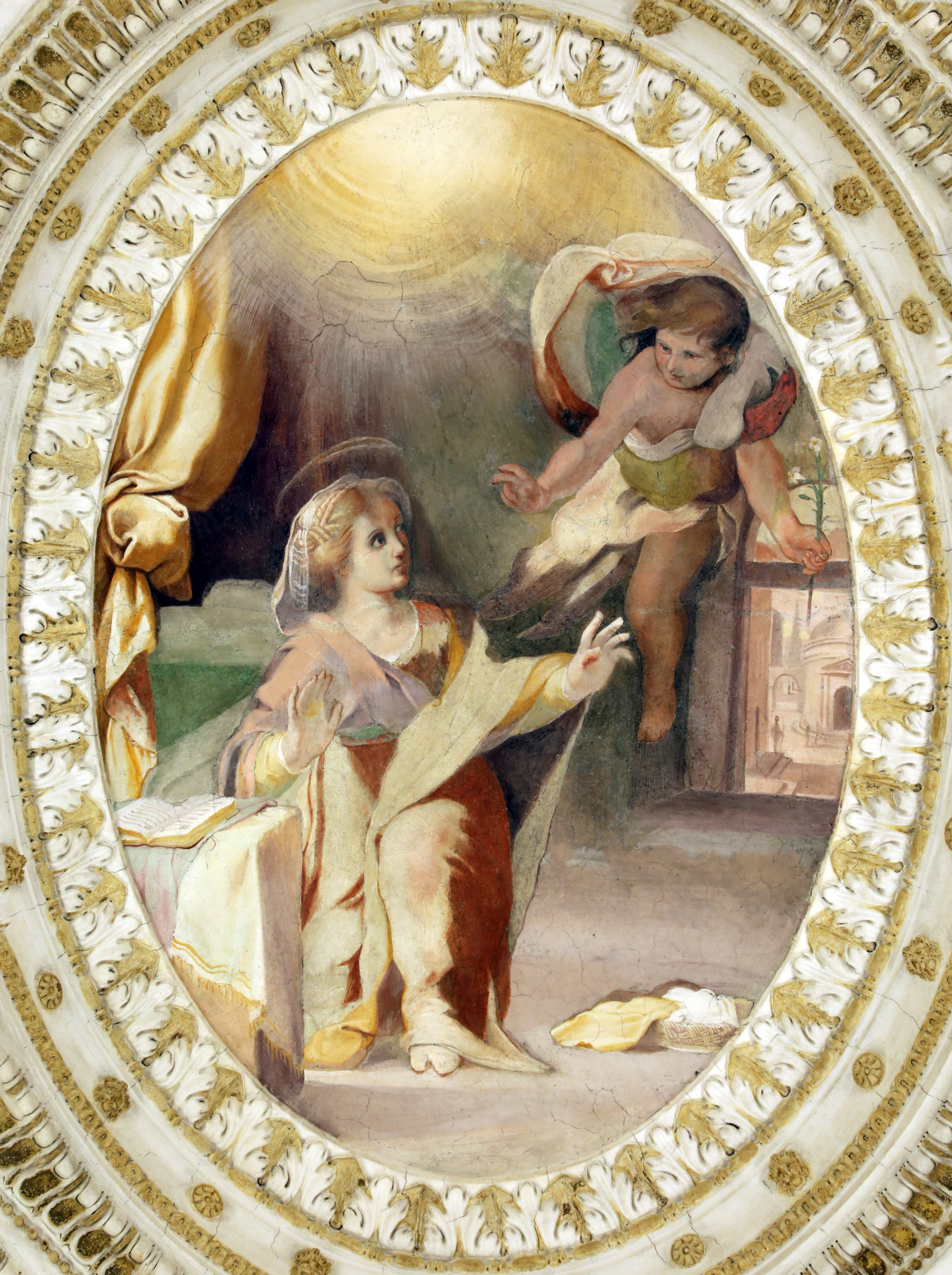
Die Verkündigung, 1561–1563, Fresko in der Sala dell’annunciazione, Casino Pius’ IV. in den Vatikanischen Gärten, Rom
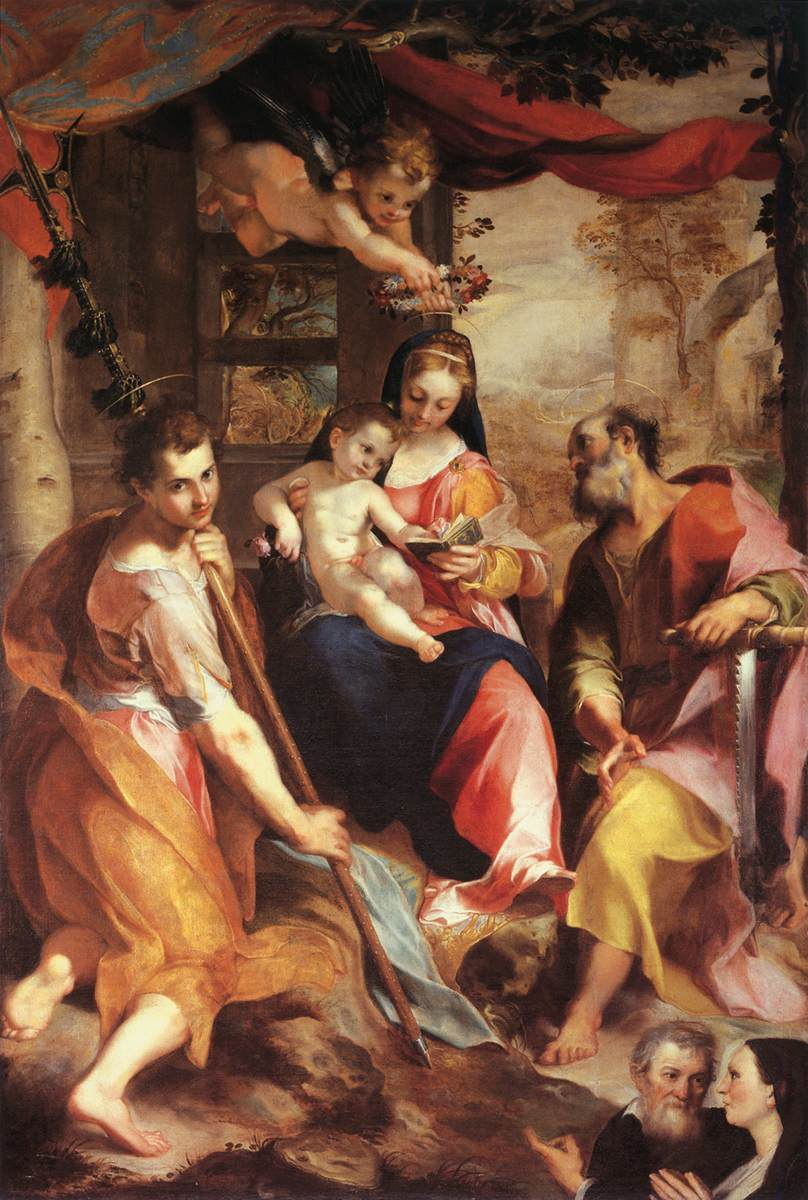
Madonna di San Simone, um 1567, Öl auf Leinwand, 283 × 190 cm, Galleria Nazionale delle Marche, Urbino
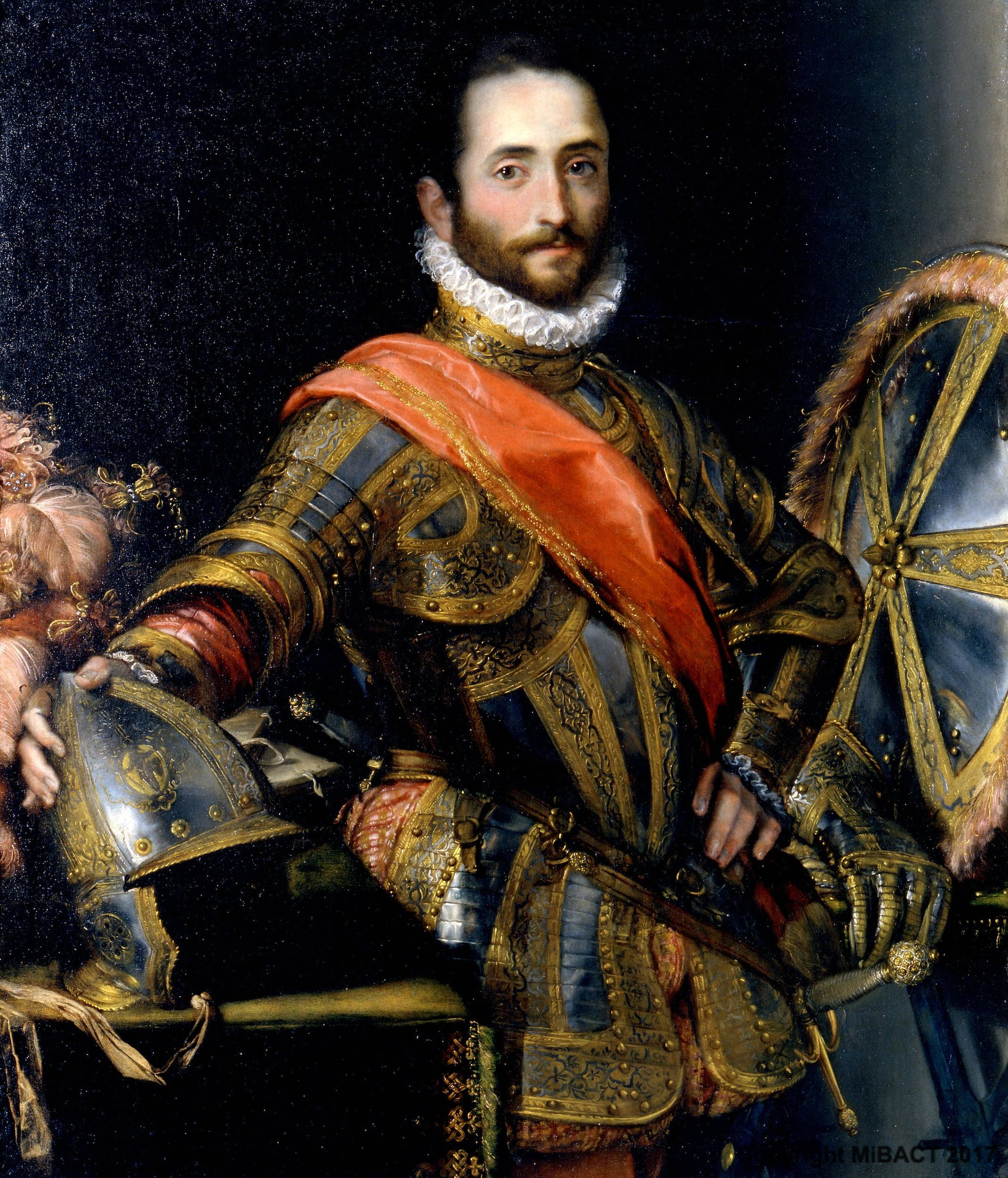
Francesco Maria II della Rovere, 1572, Öl auf Leinwand, 113 × 93 cm, Uffizien, Florenz
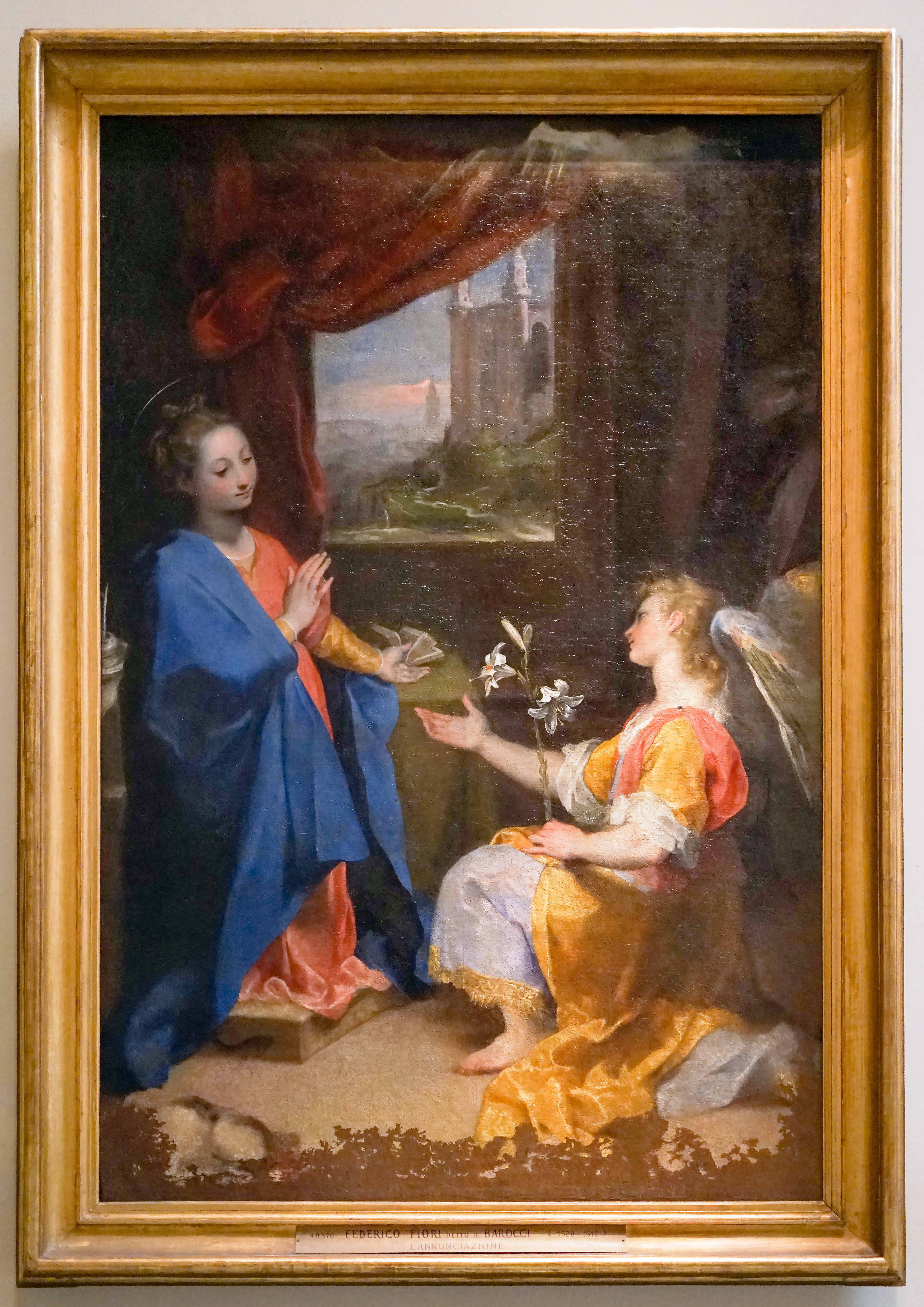
Verkündigung, 1582–1584, Öl auf Leinwand, 248 × 170 cm, Pinacoteca Vaticana, Rom
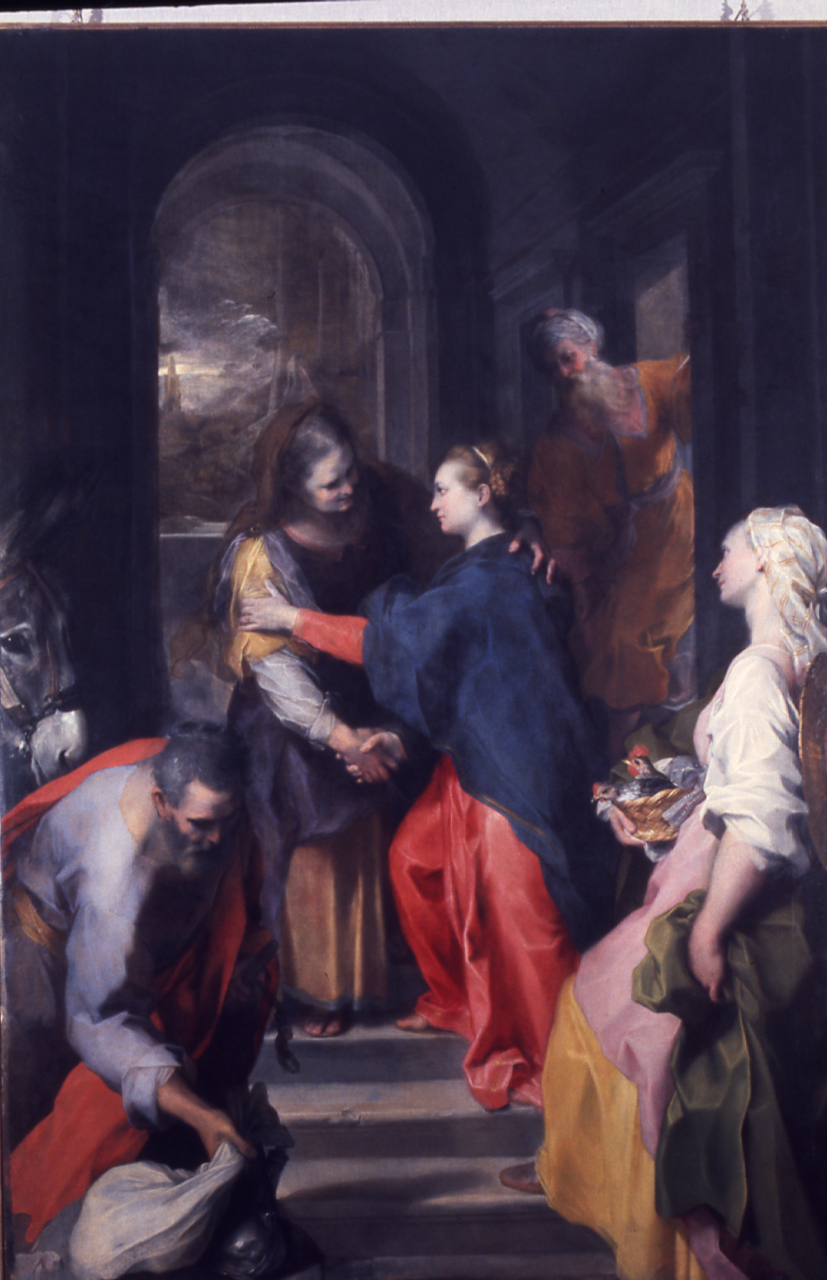
Heimsuchung Mariä, 1583–1586, Chiesa Nuova (= Santa Maria in Vallicella), Rom (Foto: Paolo Monti, 1975)
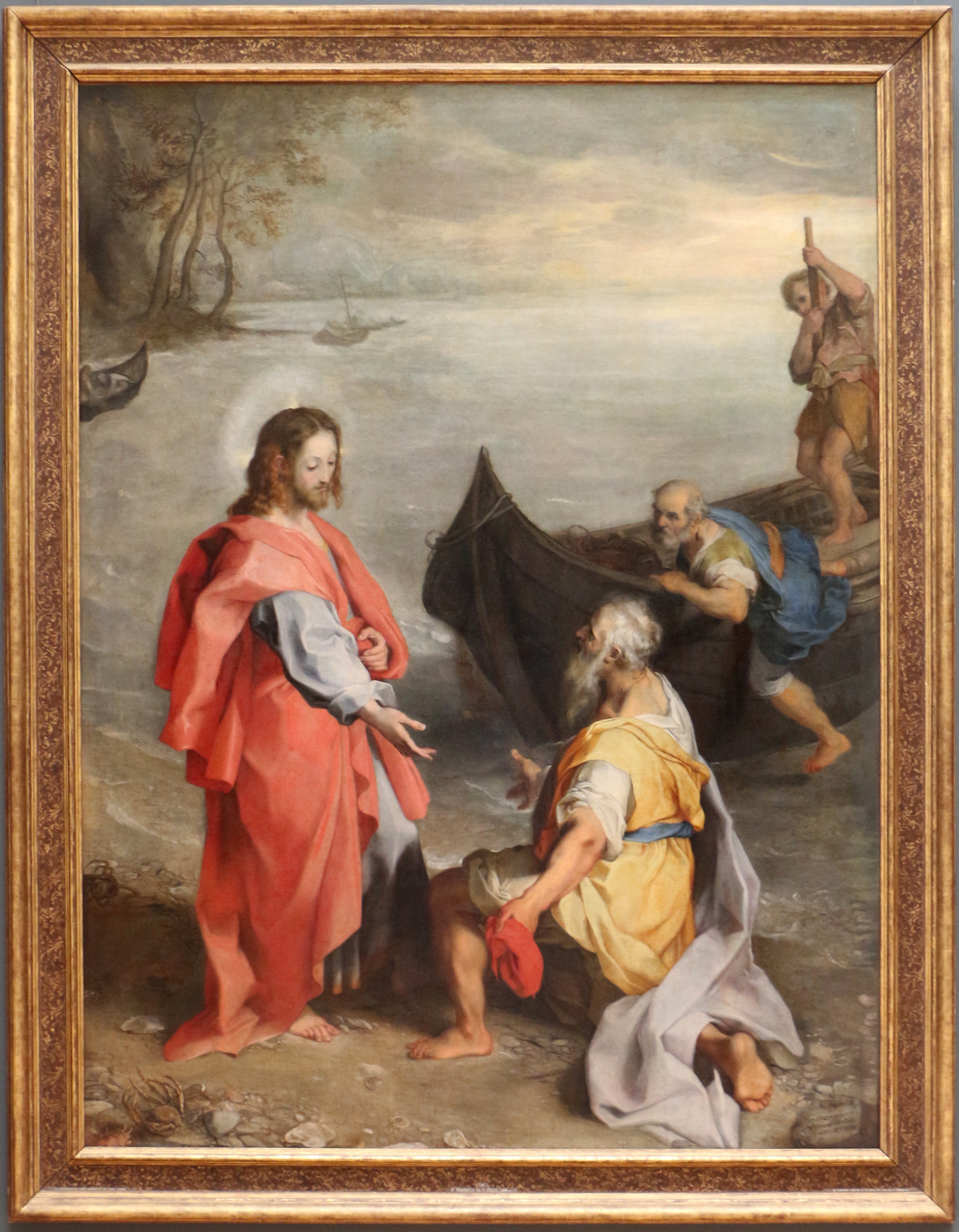
Berufung der Jünger Petrus und Andreas, signiert und datiert 1586, Öl auf Leinwand, Musées royaux des Beaux-Arts de Belgique, Brüssel
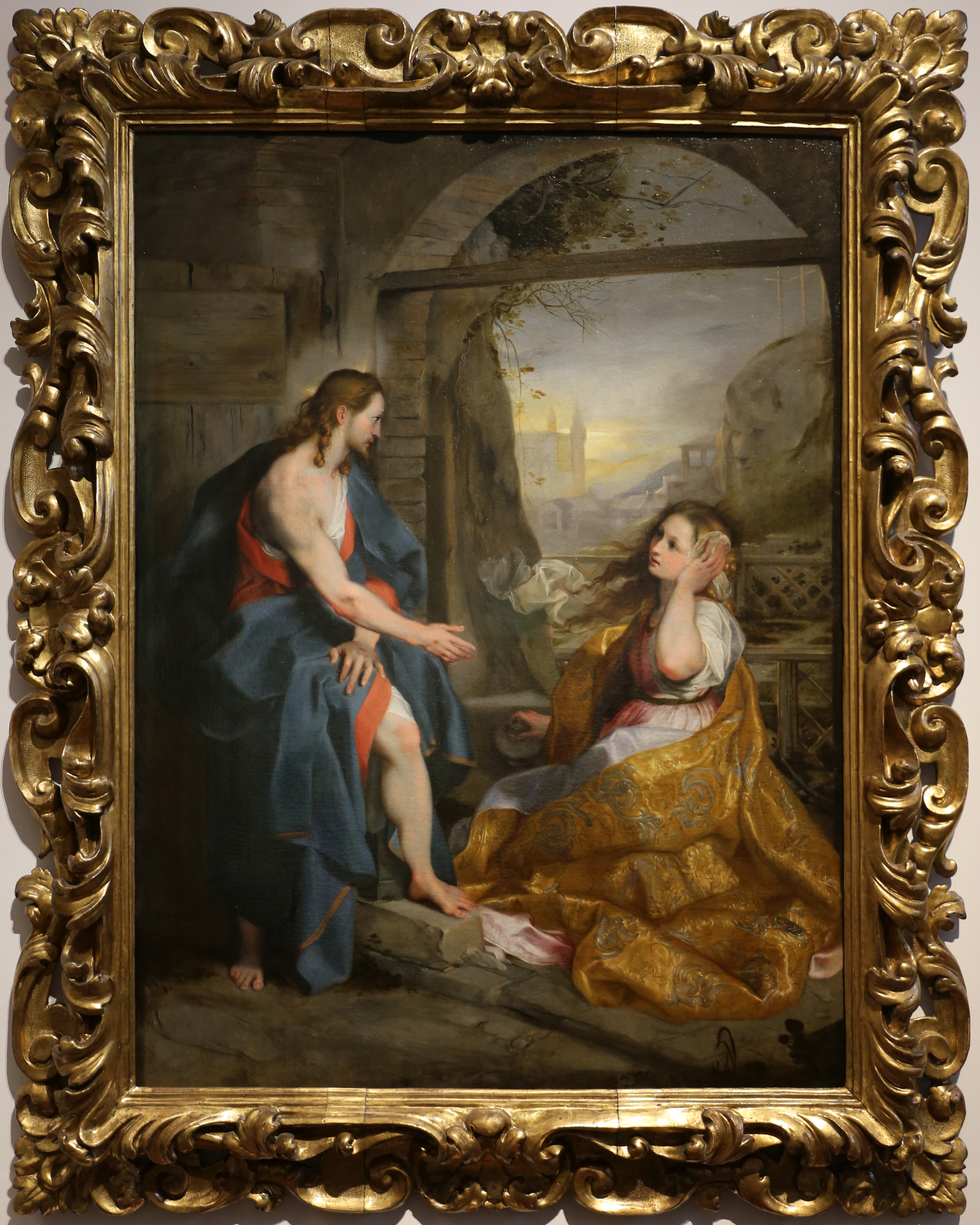
Noli me tangere, ca. 1590, Uffizien, Florenz
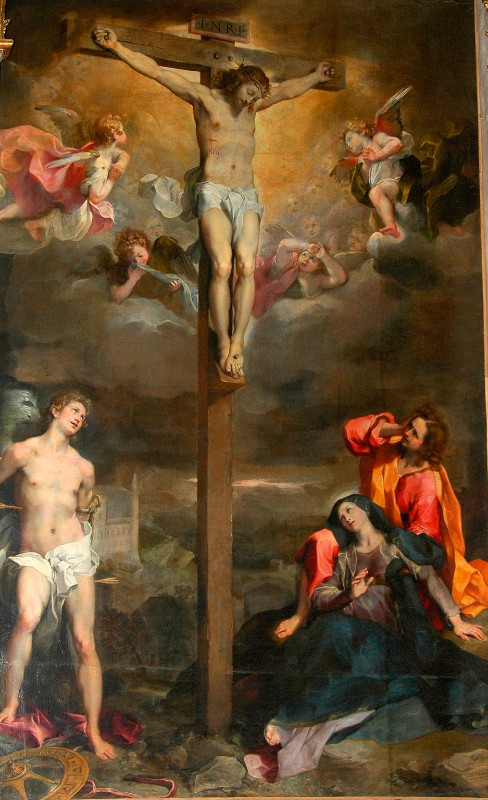
Kreuzigung, signiert und datiert 1596, Kathedrale von Genua
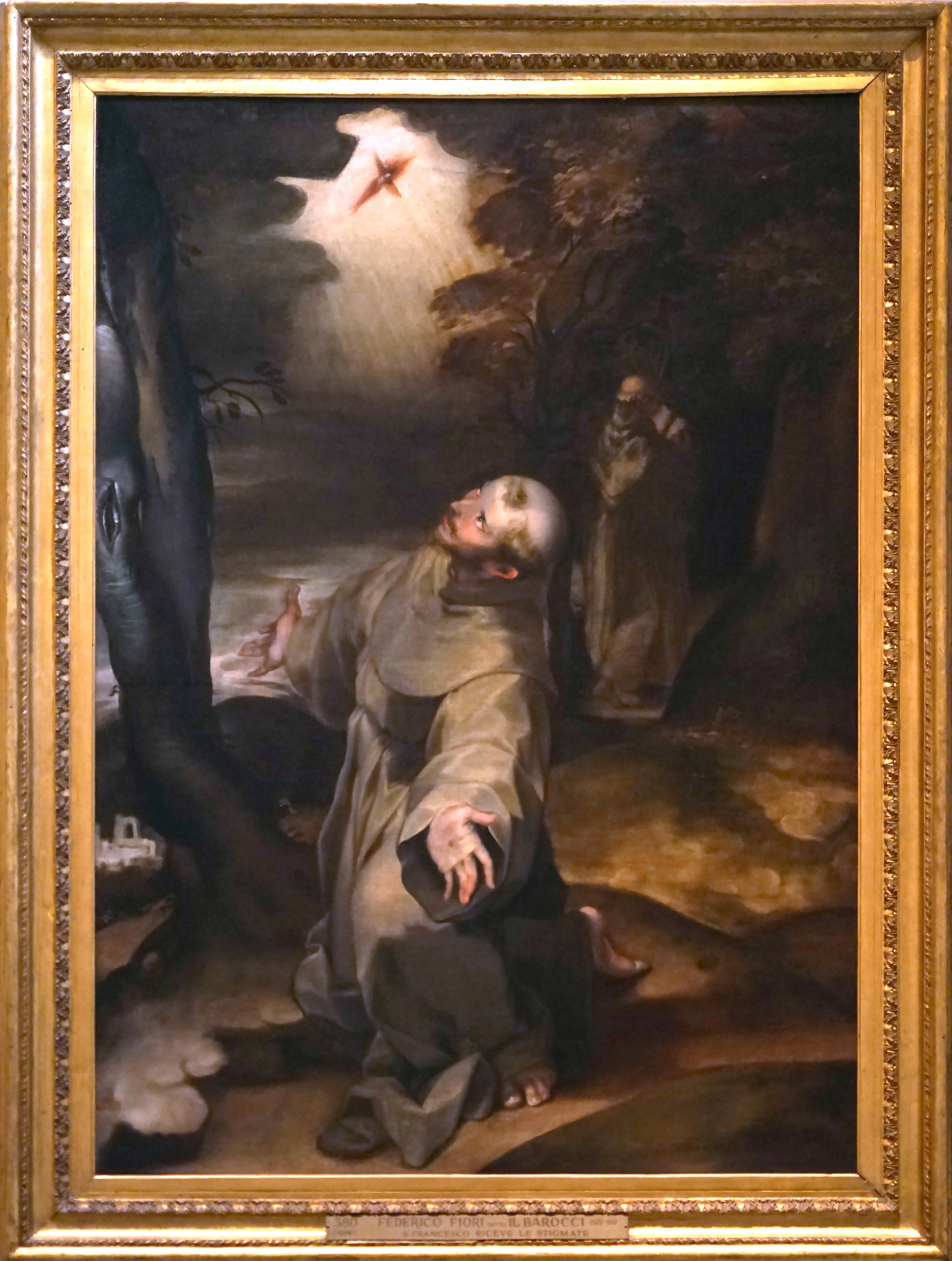
Stigmatisation des hl. Franziskus, 1594–1595, Pinacoteca Vaticana, Rom
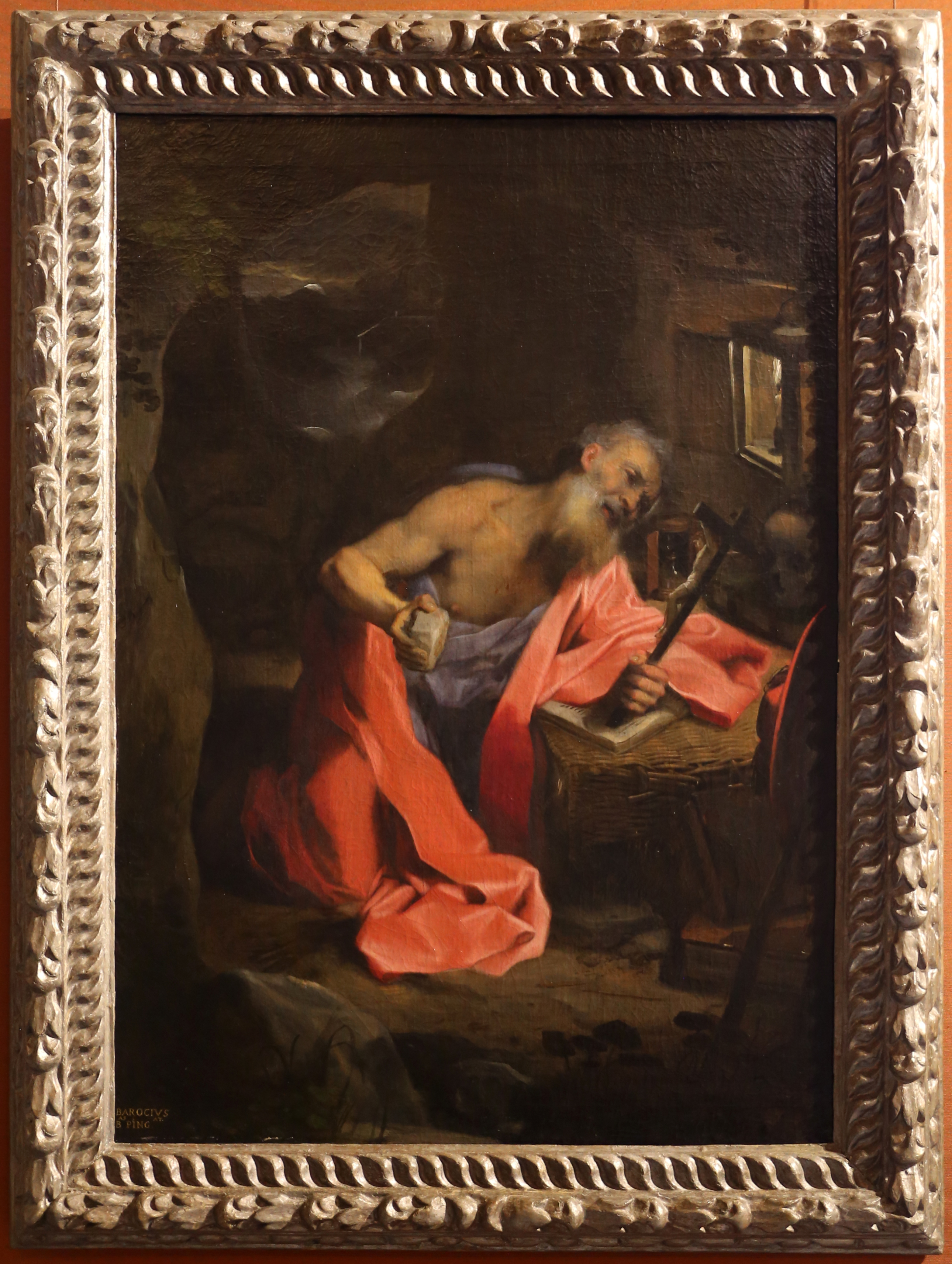
Hl. Hieronymus, um 1598, Öl auf Leinwand, Galleria Borghese, Rom
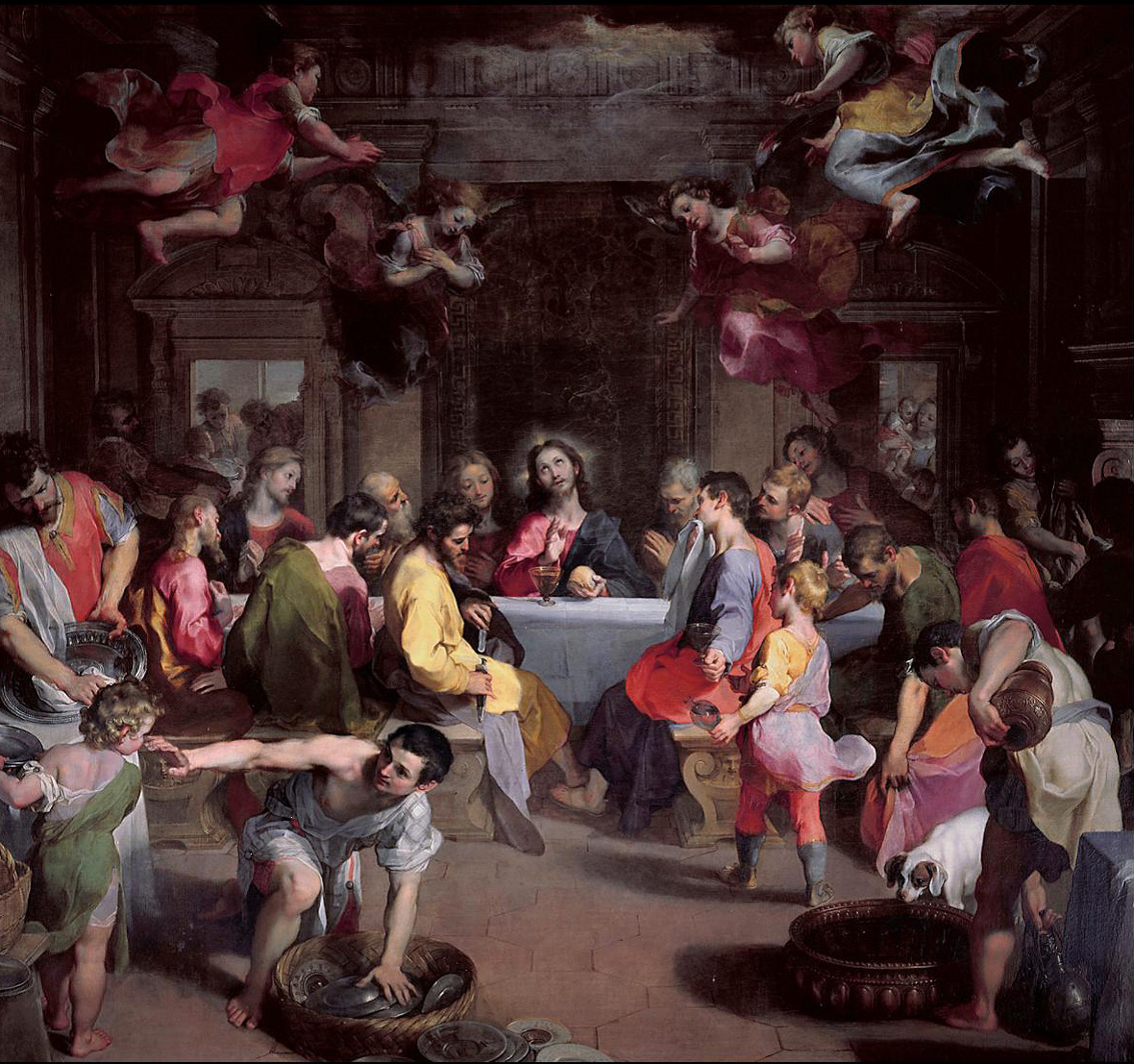
Letztes Abendmahl, 1590–1599, Öl auf Leinwand, 299 × 322 cm, Dom von Urbino
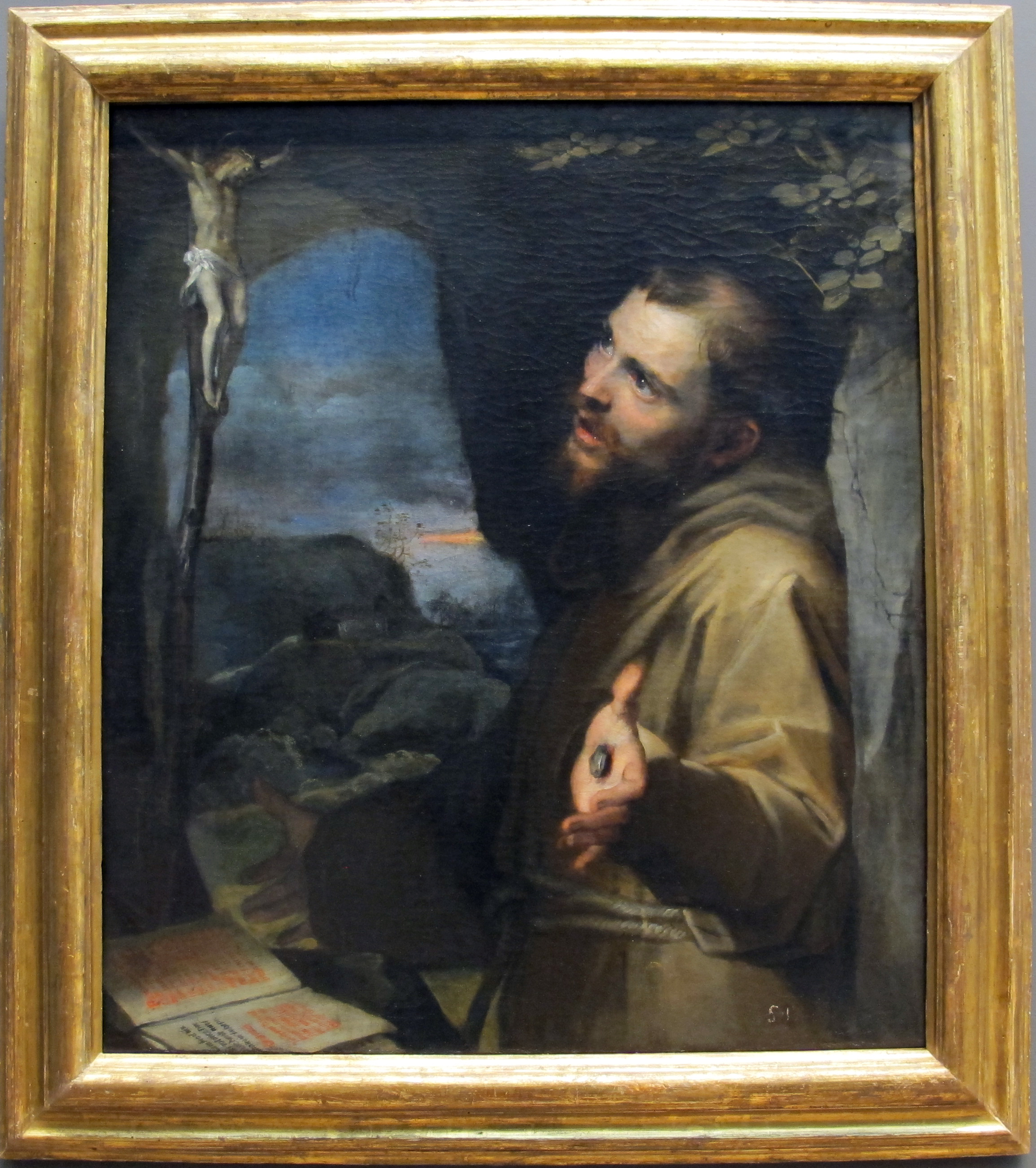
Stigmatisation des Hl. Franziskus, 1600–1604, Metropolitan Museum of Art, New York
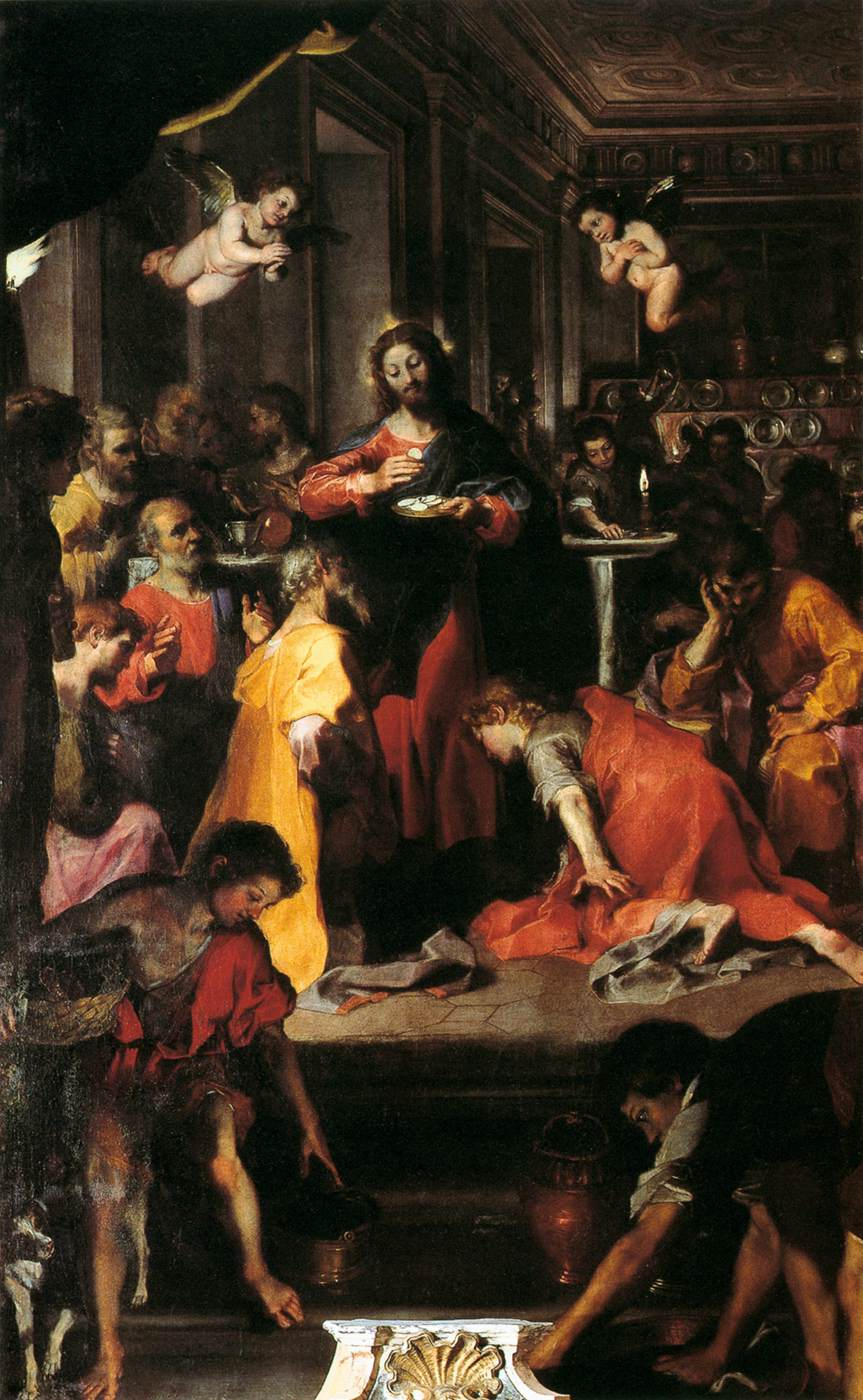
Einsetzung der Eucharistie (= Letztes Abendmahl), 1604–1607, Öl auf Leinwand, 290 × 177 cm, Santa Maria sopra Minerva, Rom
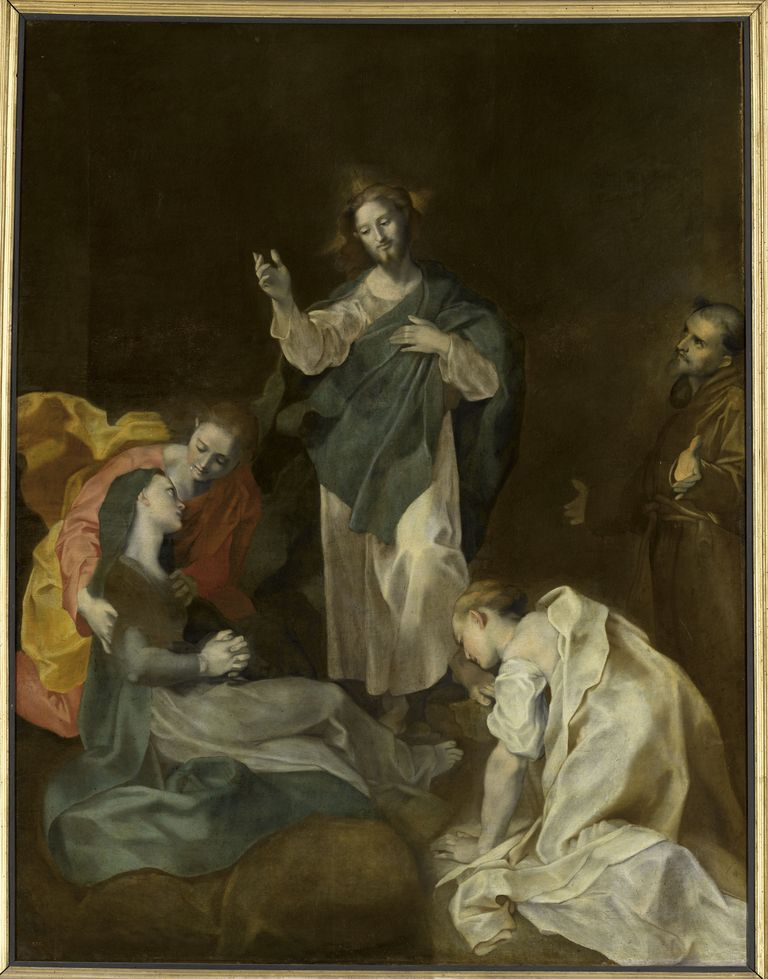
Abschied Christi von seiner Mutter (unvollendet), 1612, Öl auf Leinwand, 219 × 191 cm, Musée Condé, Chantilly

Zeichnungen, Skizzen, Stiche
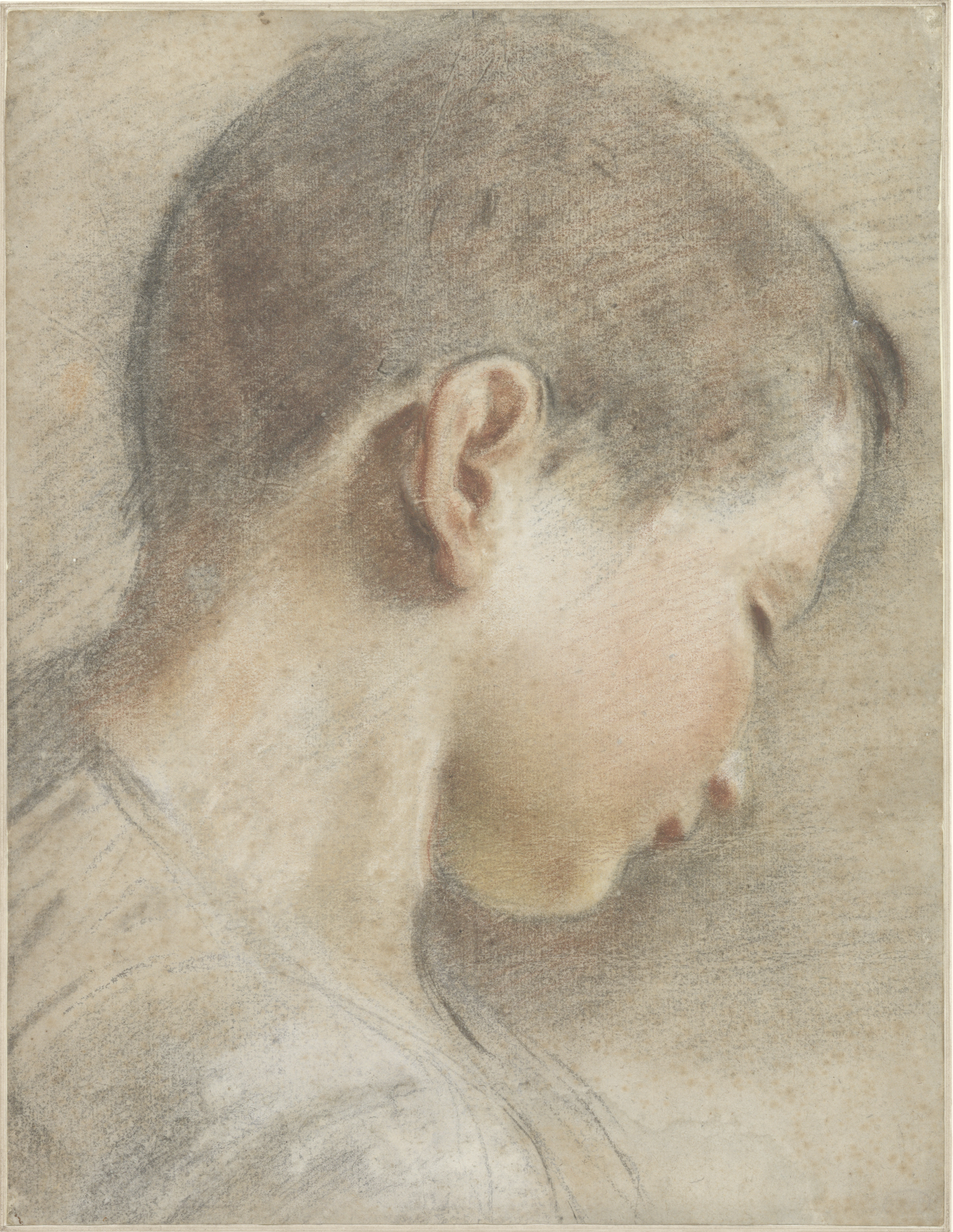
Kopf eines Jungen im verlorenen Profil nach rechts, nach unten schauend, um 1583, Kreide und Pastellfarben auf grüngrauem Papier, Fondation Custodia
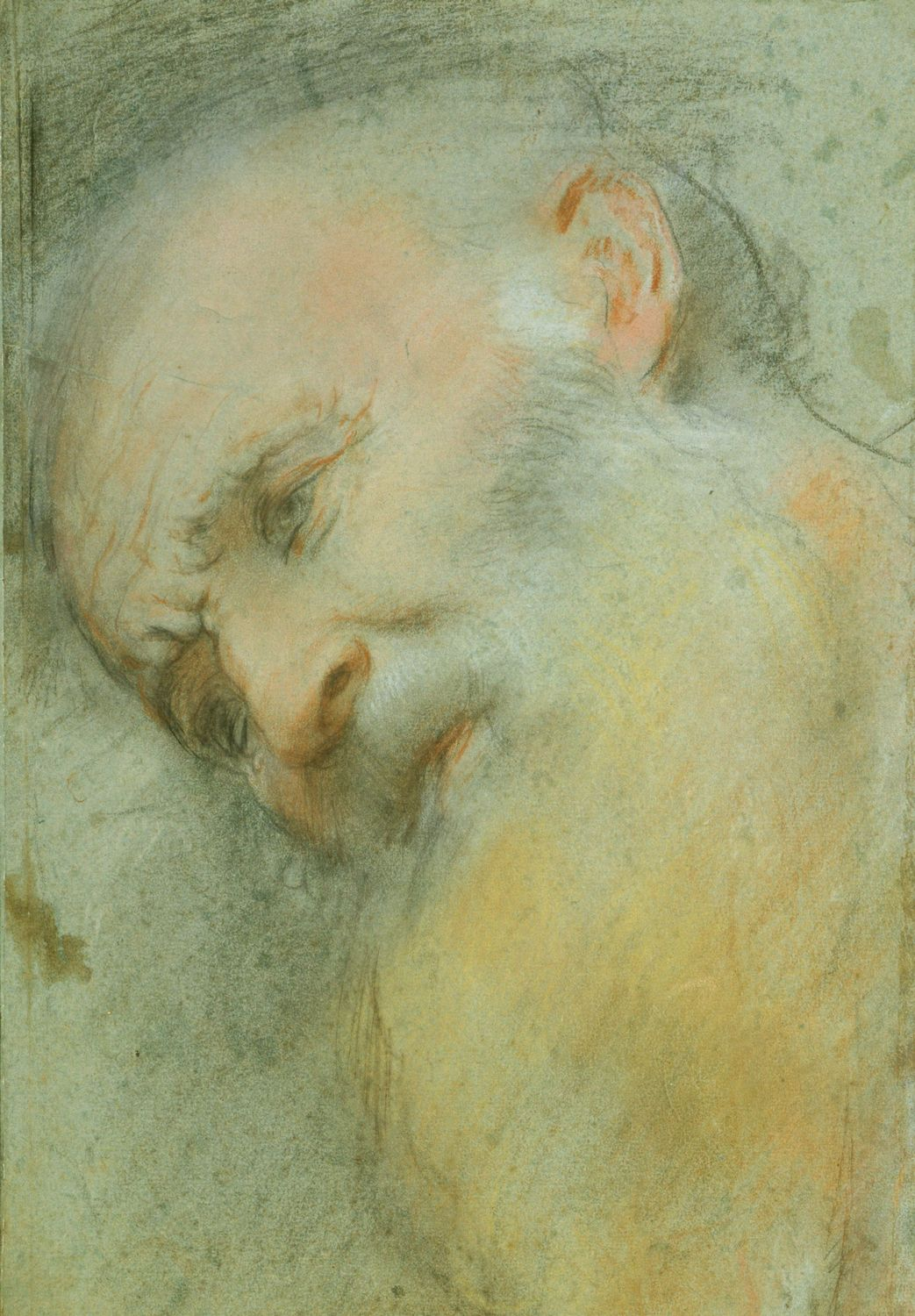
Kopf des Anchises (für Flucht des Aeneas aus dem brennenden Troja), ca. 1585–1598, Royal Collection, Windsor Castle
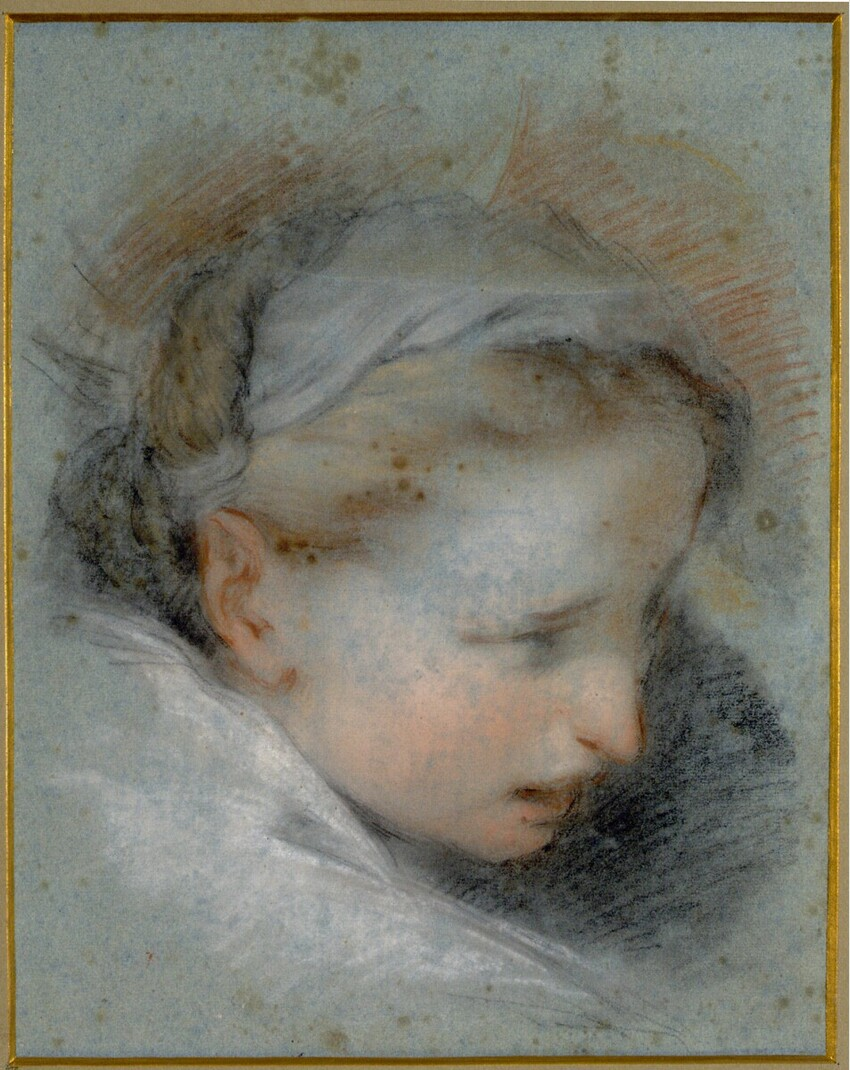
Frauenkopf (für Kreuzabnahme im Dom von Perugia), Kreide, Rötel und Pastellfarben, Albertina, Wien
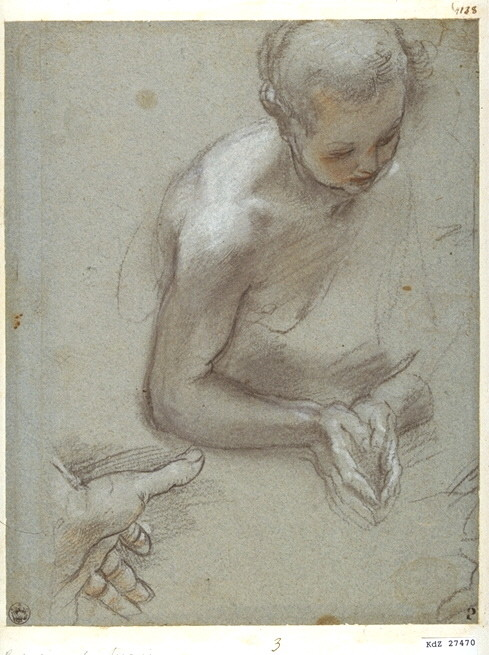
Aktstudie einer betenden Figur und Einzelstudie einer Hand, Kupferstichkabinett, Berlin
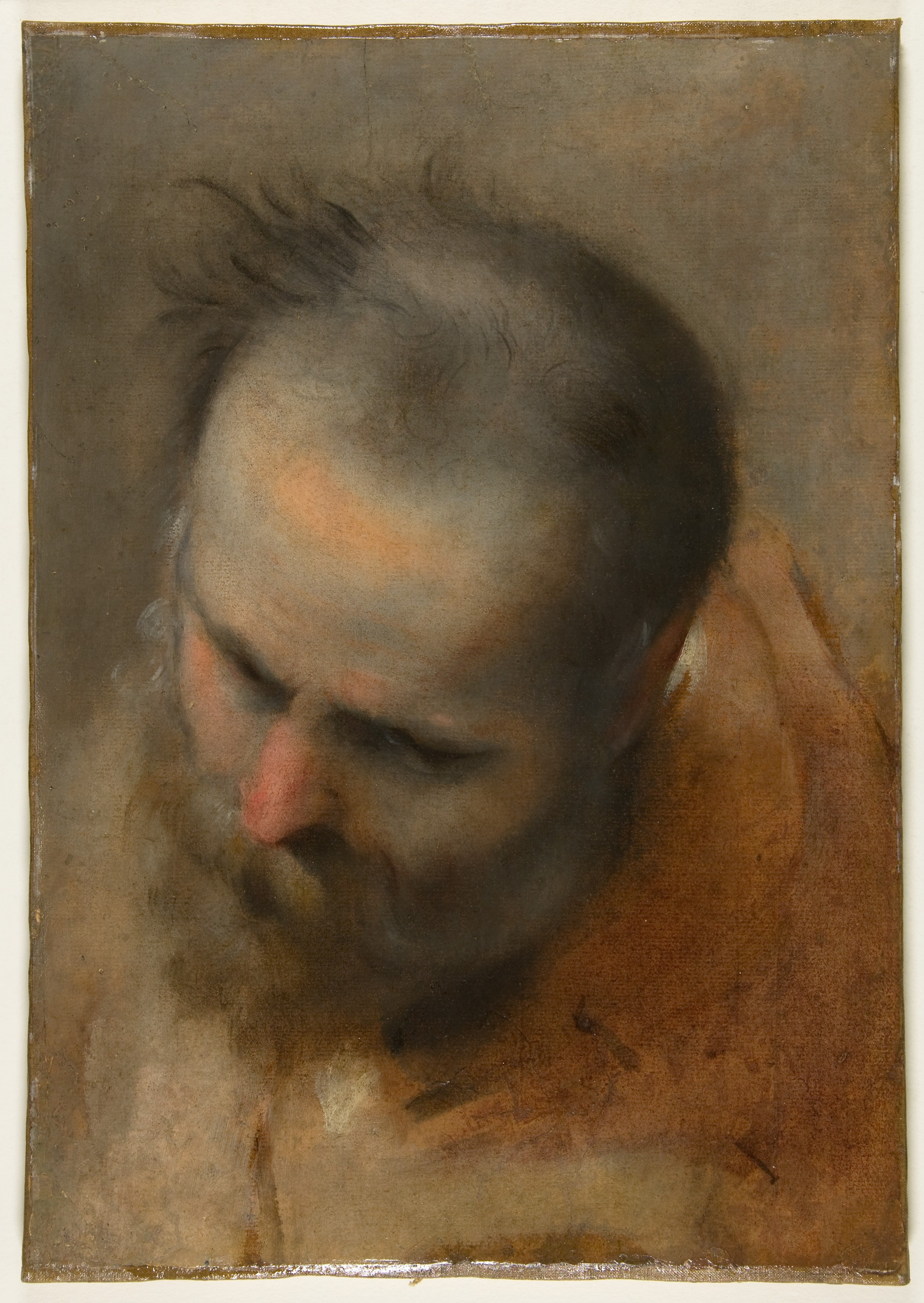
Kopf eines bärtigen Mannes, nach unten links blickend (Nikodemus aus Grablegung), 1579–1582, Ölfarbe auf Papier, Metropolitan Museum, New York
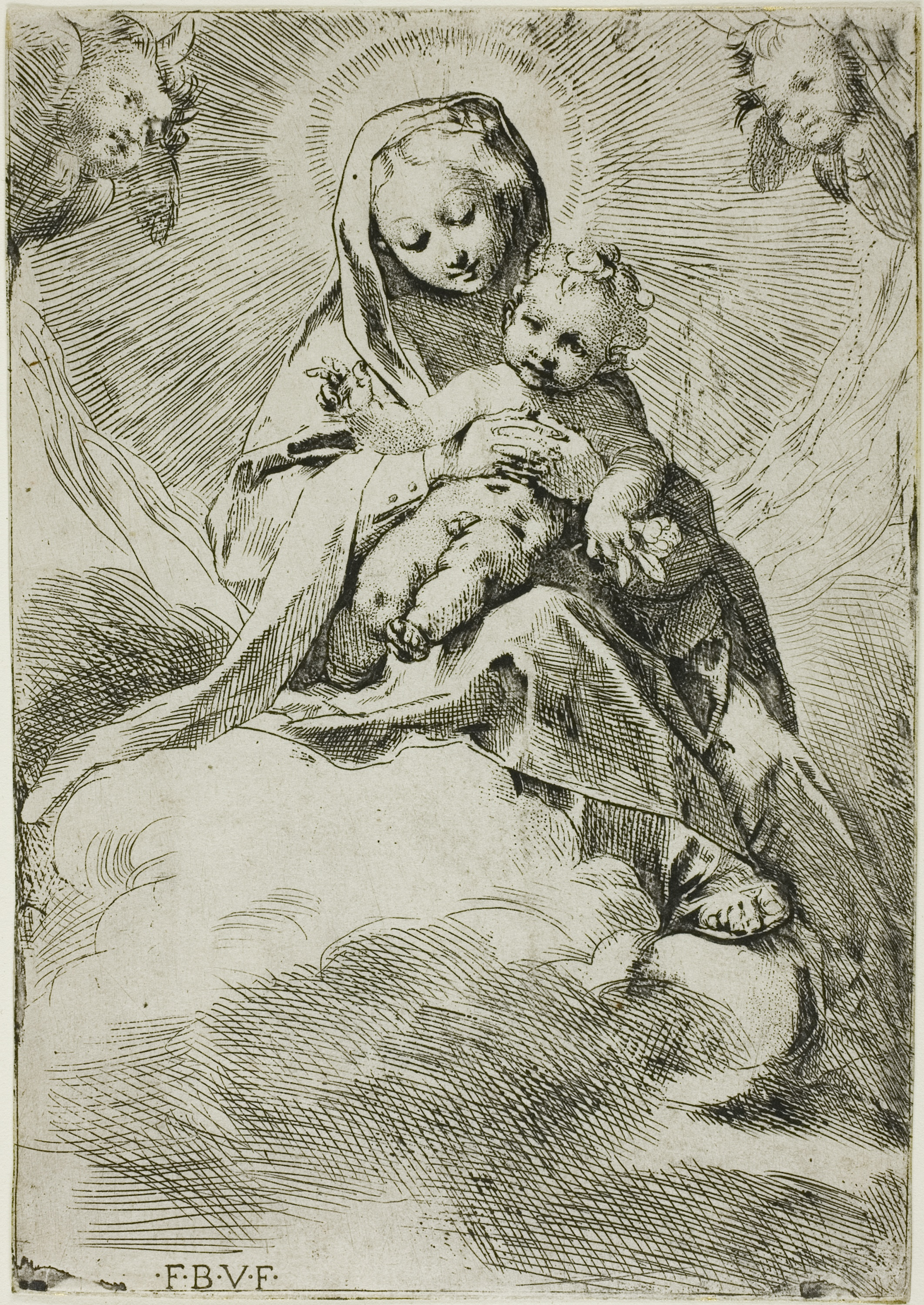
La Madonella (Madonna und Kind in den Wolken), 1581–1582, Kupferstich, Art Institute of Chicago
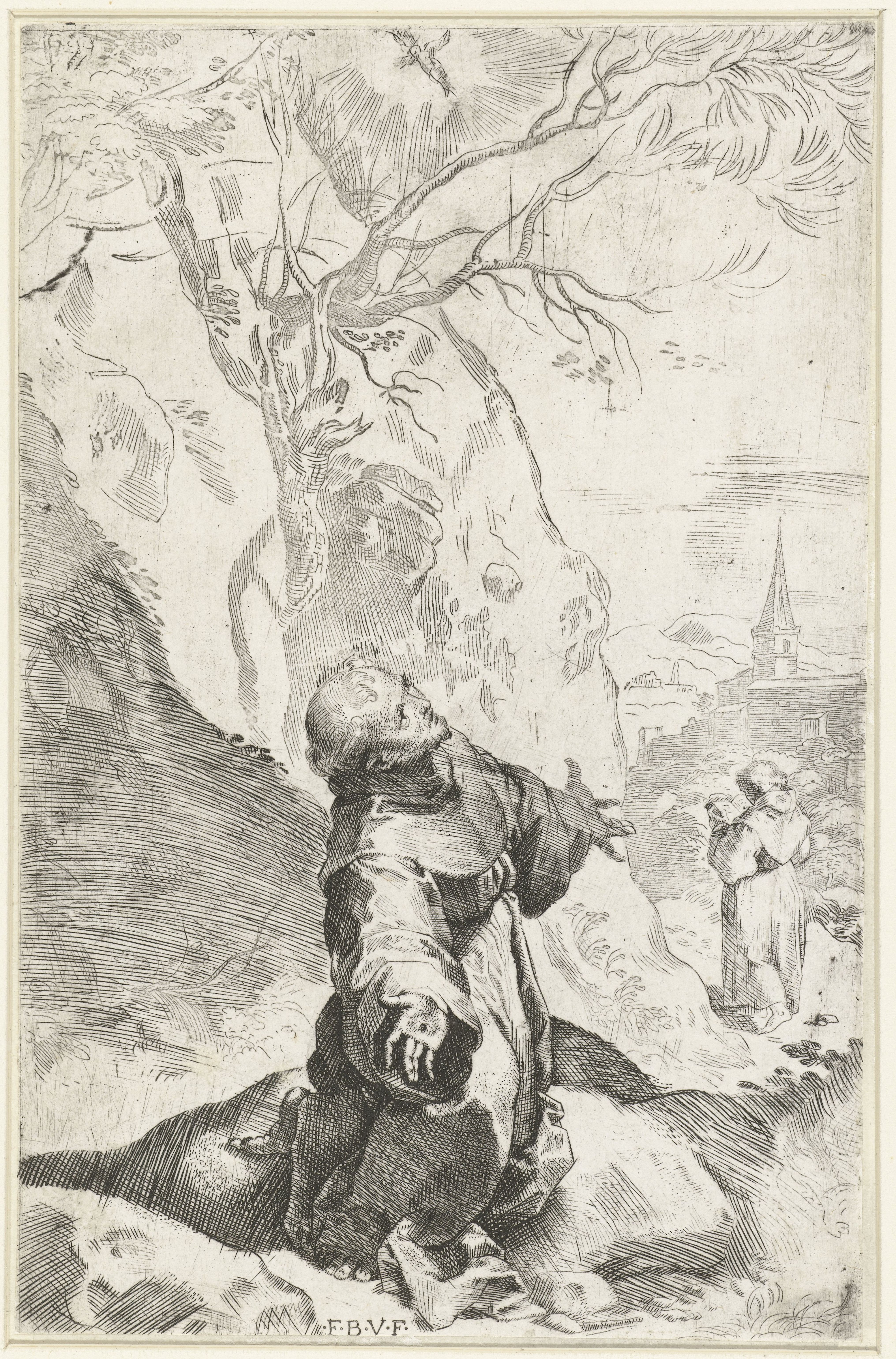
Stigmatisation des hl. Franziskus, 1581–1585, Kupferstich, Rijksmuseum, Amsterdam

## Werkliste (Auswahl)
- Museo Albani (Urbino): Martyrium des hl. Sebastian (1557)
- Galleria Nazionale delle Marche (Urbino):
  - Madonna di San Giovanni (1565–1566)
  - Kreuzigung Bonarelli (ca. 1566)
  - Madonna di San Simone (um 1567)
  - Stigmatisation des Hl. Franziskus von Assisi (1594–1595)
  - Mariä Himmelfahrt (unvollendet)
- Duomo San Lorenzo (Perugia): Kreuzabnahme (1569)
- Vatikanische Museen (Rom):
  - Rast auf der Flucht nach Ägypten (1570/73)
  - Verkündigung (1580/84)
  - Stigmatisation des hl. Franziskus (1594/95)
  - Die Selige Michelina (1606)
- National Gallery (London): Madonna del Gatto („Madonna mit dem Kater“ = Heilige Familie mit dem Johannesknaben; um 1573/74)
- Chiesa di San Francesco (Urbino): Die Vision des Franz von Assisi (auch: Il perdono di Assisi („Die Vergebung von Assisi“); 1574/76)
- Uffizien (Florenz):
  - Porträt des Herzogs Francesco II. della Rovere (1572)
  - Madonna del Popolo (1575/79)
  - Noli me tangere (ca. 1590)
- Chiesa Santa Croce (Senigallia): Grablegung Jesu (1581/82)
- Pinacoteca di Brera (Mailand): Martyrium des hl. Vitalis (signiert und datiert 1583)
- Musées royaux des Beaux-Arts de Belgique (Brüssel): Berufung der Jünger Petrus und Andreas (signiert und datiert 1586) (eigenhändige Replik im Escorial, 1588)
- Santa Maria in Vallicella (= Chiesa Nuova, Rom):
  - Heimsuchung Mariä (1583/86)
  - Darstellung Mariens im Tempel (1593/1603)
- Louvre (Paris): Die Circumcision (signiert und datiert 1590)
- Alte Pinakothek (München): Noli me tangere (1590)
- Pinacoteca Diocesana (Senigallia): Rosenkranzmadonna (1589/93)
- Santa Maria degli Angeli (Perugia): Verkündigung (1592/96)
- Kathedrale von Genua: Kreuzigung (signiert und datiert 1596)
- Museo del Prado (Madrid):
  - Christi Geburt (1597; Replik in der Galleria Ambrosiana, Mailand)
  - Christus am Kreuz (1604)
- Galleria Borghese (Rom):
  - Hl. Hieronymus (um 1598)
  - Flucht des Aeneas aus Troja (signiert und datiert 1598)
- Palazzo Pitti (Florenz): Madonna della gatta („Madonna mit der Katze“ = Besuch der hl. Elisabeth mit dem Johannesknaben und Zacharias bei der heiligen Familie; um 1598 oder 1605; durch frühere Restaurierungen beeinträchtigt)
- Dom von Urbino: Letztes Abendmahl (1590/99)
- Kunsthistorisches Museum (Wien): Bildnis des Giuliano della Rovere (um 1598/1600)
- Residenzgalerie Salzburg: Selbstporträt (um 1600)
- Italienische Botschaft, London: Bildnis des Ippolito della Rovere (?) (signiert und datiert 1602)

- Metropolitan Museum of Art (New York): Stigmatisation des Hl. Franziskus (1600–1604)
- Chiesa dell’Ospedale (= Spitalskirche, Urbania): Madonna della neve (nach 1600 ?)
- Santa Maria sopra Minerva: Einsetzung der Eucharistie (= Letztes Abendmahl; 1604–1607)
- Pinacoteca Nazionale (Bologna): Beweinung Christi (unvollendet)
- Musée Condé (Chantilly): Abschied Christi von seiner Mutter (1612; unvollendet)

## Ausstellungen
- 1975: Museo civico, Bologna (Katalog)
- 2013: Barocci. Brilliance and Grace, National Gallery (London), London (Katalog)